# 2013 en els vols espacials

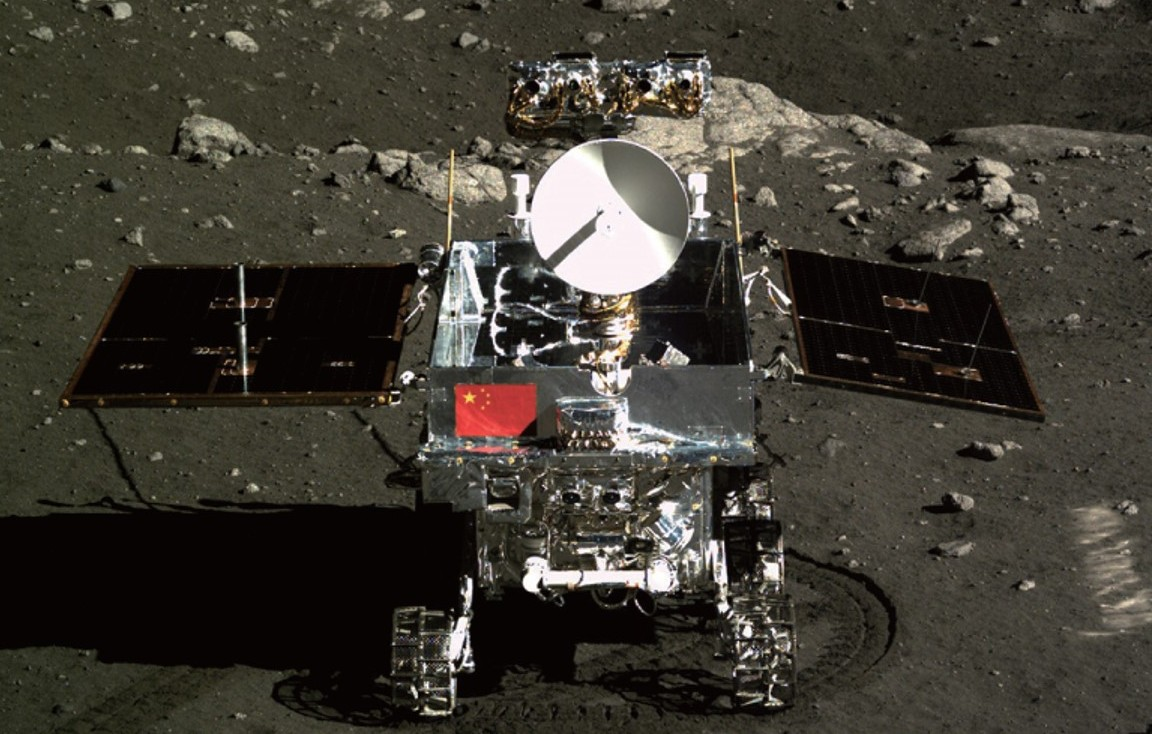
Des del Luna 24 soviètic en 1976 que cap objecte fabricat per l'home realitza un aterratge suau sobre la Lluna.

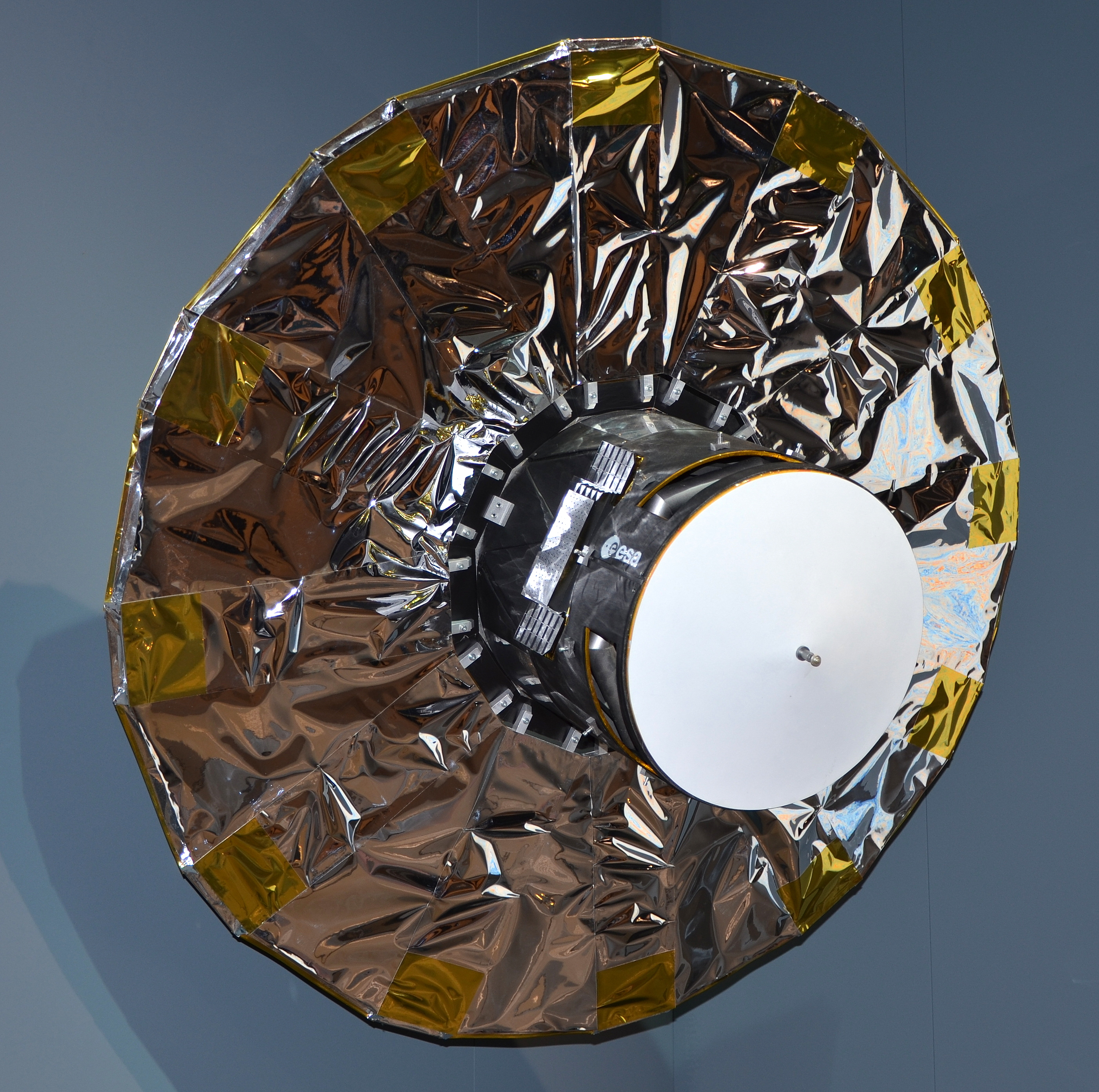
L'observatori Gaia observarà prop d'1 bilió d'estrelles en la Via Làctia

Aquest article és una llista d'esdeveniments de vols espacials relacionats que es van produir el 2013. En aquest any, es van realitzar grans fites en el vol espacial, mentre que agències espacials al voltant del món realitzaven les primeres missions en l'exploració robòtica del sistema solar, també es van posar en marxa observatoris científics i l'arribada d'una nova nau espacial de subministrament no tripulada a l'Estació Espacial Internacional. També al mateix any, Virgin Galactic i altres empreses de vol espacial privat van avançar en el seu camí de fer possibles els vols espacials turístics, mentre que un astronauta canadenc va esdevenir una estrella dels mitjans socials explicant la seva vida quotidiana durant la seva estada a l'espai.

## Vols espacials tripulats
En el 2013 es van realitzar cinc llançaments orbitals tripulats, tots amb èxit, transportant un total de 15 astronautes a l'òrbita. Totes aquestes missions van utilitzar naus espacials Soiuz russes o Shenzhou xineses.
La nau espacial de subministrament no tripulada Cygnus, desenvolupada per la societat d'Orbital Sciences en el marc del programa COTS de la NASA, va efectuar el seu primer vol en 2013. Llançat pel coet Antares del mateix grup, que s'utilitzarà per subministrar càrregues a l'ISS (menjar, gas, combustible, peces de recanvi).

## Exploració no tripulada

### Sondes interplanetàries
L'agència espacial americana, la NASA, va llançar en 2013 dues sondes espacials interplanetàries. MAVEN llançada el 18 de novembre destinada a orbitar Mart fins al setembre de 2015. Aquest orbitador té l'objectiu d'estudiar les característiques de l'atmosfera d'aquest planeta i també servir de relé de telecomunicacions per a l'equip col·locat al terra del planeta. El LADEE, llançat en setembre de 2013, és un petit orbitador lunar que estudia des de finals de novembre 2013 l'atmosfera (exosfera) i la pols de la Lluna. La Xina i l'Índia va fer un pas més en el domini de les tècniques de l'exploració espacial. La Xina va situar en òrbita lunar el Chang'e 3, i va allunar el 14 de desembre, dins la regió de Mare Imbrium per alliberar un rover de 120 kg. Va estudiar el terreny durant 3 mesos utilitzant diversos instruments científics. L'agència espacial índia per la seva banda, va llançar el 5 de nombre la sonda marciana Mars Orbiter Mission per a ser situada en òrbita al voltant del planeta roig vers l'octubre de 2015 per estudiar la seva geologia i el clima.

### Satèl·lits científics
En aquest any, l'Agència espacial europea (ESA) va llançar diverses missions científiques. La missió d'astrometria Gaia, llançada el 19 de desembre, destinada a determinar les característiques i la posició de milers de milions d'estrelles i d'altres objectes celestes (galàxies, asteroides) sobre una precisió sense igual dins el marc d'una missió de 5 anys. El SWARM va ser situat en òrbita el 22 de novembre, comprès en tres microsatèl·lits encarregats d'estudiar el camp magnètic terrestre. La NASA per la seva banda, va llançar el 28 de juny el petit telescopi espacial IRIS destinat a observar les emissions del Sol en ultraviolat proper i llunyà, amb l'objectiu d'aconseguir un modelat tridimensional dels intercanvis de matèria i energia en la cromosfera i la corona solar. SARAL va ser situat en òrbita el 25 de febrer, és un petit satèl·lit francoindi destinat a estudiar la circulació oceànica. Finalment, el Japó també va posar en marxa aquest any el petit telescopi espacial SPRINT-A destinat a estudiar dins de l'extrem ultraviolat les atmosferes dels planetes i satèl·lits del sistema solar dels que estan proveïts.

### Llançadors
Diversos llançadors han volat per primera vegada en 2013 :
- El coet lleuger de combustible sòlid japonès Epsilon, successor del llançador M-V, va efectuar el seu primer vol el 14 de setembre.
- El llançador sud-corea KSLV, basat en un primer tram del llançador rus Angara i un segon tram de Corea del Sud, va col·locar la primera càrrega útil en òrbita el 30 de gener de 2013 després de dos intents fracassats en anys anteriors.
- El llançador americà Antares (de 5 a 6 tones en òrbita baixa) destinat a ser utilitzat per reabastir l'Estació Espacial Internacional com a part del programa COTS, va efectuar el seu primer vol el 21 d'abril. Es compon d'un primer tram desenvolupat a Ucraïna i a Rússia propulsat per dos motors NK-33 i un tram de combustible sòlid Castor.
- El coet lleuger de combustible sòlid xinès Kuaizhou va efectuar el seu primer vol el 25 de setembre de 2013.
- Una versió molt més potent del coet Falcon 9, la V1.1, va realitzar el seu primer vol el 29 de setembre.
- El llançador lleuger rus Soiuz-1, versió del coet Soiuz desproveïda d'acceleradors secundaris i alimentat per un NK-33, va efectuar el seu primer vol a finals de desembre.

### Altres satèl·lits
El petit satèl·lit europeu PROBA-V, va ser orbitat el 7 de maig, porta una versió més lleugera de l'instrument VEGETATION instal·lat sobre els satèl·lits Spot 4 i 5 i diversos altres demostradors tecnològics.

### Altres esdeveniments
Dos altres llançaments que van ser un fracàs:
- El 2 de juliol, un coet rus Protó-M va ser llançat des del cosmòdrom de Baikonur. Immediatament després d'aixecar-se del terra, el llançador comença a desviar de la seva trajectòria vertical i després es va estavellar 32 segons després de la ignició entorn d'1-2 km de la zona de llançament sense víctimes.
- El 9 de desembre, el tercer tram d'un coet xinès Llarga Marxa 4B que havia de posar en òrbita el satèl·lit sinobrasiler CBERS-3 es va apagar massa aviat i la càrrega útil va caure a la Terra.[2]

## Llançaments
| Data i hora (UTC)    | Coet | Coet                                    | Plataforma de llançament                             | Plataforma de llançament                          | LSP                           | LSP                           |
| -------------------- | --- | --------------------------------------- | ---------------------------------------------------- | ------------------------------------------------- | ----------------------------- | ----------------------------- |
| Data i hora (UTC)    | Càrrega útil | Operador                                | Òrbita                                               | Funció                                            | Deteriorament (UTC)           | Resultat                      |
| Data i hora (UTC)    | Comentaris |                                         |                                                      |                                                   |                               |                               |
| Gener                | |                                         |                                                      |                                                   |                               |                               |
| 15 Gener 16:24:59    | Rókot/Briz-KM | Rókot/Briz-KM                           | Plesetsk Site 133/3                                  | Plesetsk Site 133/3                               | VKO                           | VKO                           |
| 15 Gener 16:24:59    | Kosmos 2482 (Strela-3M) | VKO                                     | Terrestre Baixa                                      | Comunicacions                                     | En òrbita                     | Operacional                   |
| 15 Gener 16:24:59    | Kosmos 2483 (Strela-3M) | VKO                                     | Terrestre Baixa                                      | Comunicacions                                     | En òrbita                     | Error de llançament           |
| 15 Gener 16:24:59    | Kosmos 2484 (Strela-3M) | VKO                                     | Terrestre Baixa                                      | Comunicacions                                     | En òrbita                     | Operacional                   |
| 15 Gener 16:24:59    | El Briz-KM va fallar durant la separació de la nau, resultant en la pèrdua d'un satèl·lit |                                         |                                                      |                                                   |                               |                               |
| 26 Gener 22:00       | Ground Based Interceptor | Ground Based Interceptor                | Vandenberg LF-23                                     | Vandenberg LF-23                                  | Missile Defense Agency        | Missile Defense Agency        |
| 26 Gener 22:00       | EKV | MDA                                     | Suborbital                                           | Prova de míssil antibalístic                      | 26 Gener                      | Reeixit                       |
| 26 Gener 22:00       | Prova de vol sense intercepció |                                         |                                                      |                                                   |                               |                               |
| 27 Gener 04:40:00    | H-IIA 202 | H-IIA 202                               | Tanegashima LA-Y1                                    | Tanegashima LA-Y1                                 | Mitsubishi                    | Mitsubishi                    |
| 27 Gener 04:40:00    | IGS Radar 4 | CSIC                                    | Terrestre Baixa                                      | Reconeixement                                     | En òrbita                     | Operacional                   |
| 27 Gener 04:40:00    | IGS Optical 5V | CSIC                                    | Terrestre Baixa                                      | Tecnologia                                        | En òrbita                     | Operacional                   |
| 27 Gener ~12:10      | B-611 | B-611                                   | Shuangchengzi                                        | Shuangchengzi                                     | PLA                           | PLA                           |
| 27 Gener ~12:10      | | PLA                                     | Suborbital                                           | Objectiu d'ABM                                    | 11 Gener                      | Reeixit                       |
| 27 Gener ~12:10      | Objectiu |                                         |                                                      |                                                   |                               |                               |
| 27 Gener ~12:10      | SC-19 | SC-19                                   | Korla                                                | Korla                                             | PLA                           | PLA                           |
| 27 Gener ~12:10      | | PLA                                     | Suborbital                                           | Prova d'ABM                                       | 11 Gener                      | Reeixit                       |
| 27 Gener ~12:10      | Interceptor, intercepció amb èxit |                                         |                                                      |                                                   |                               |                               |
| 28 Gener             | Kavoshgar | Kavoshgar                               | Semnan                                               | Semnan                                            | ISA                           | ISA                           |
| 28 Gener             | Pishgam | ISA                                     | Suborbital                                           | Biològic                                          | 28 Gener                      | Reeixit                       |
| 28 Gener             | Apogeu: 116 quilòmetres, va transportar un macaco rhesus |                                         |                                                      |                                                   |                               |                               |
| 29 Gener 22:50       | Terrier Improved Orion | Terrier Improved Orion                  | Wallops Island                                       | Wallops Island                                    | NASA                          | NASA                          |
| 29 Gener 22:50       | | NASA GSFC                               | Suborbital                                           | Experiments atmosfèrics                           | 29 Gener                      | Reeixit                       |
| 29 Gener 22:50       | Apogeu: ~130 km |                                         |                                                      |                                                   |                               |                               |
| 30 Gener 07:00:00    | Naro-1 | Naro-1                                  | Naro                                                 | Naro                                              | Khrunichev/KARI               | Khrunichev/KARI               |
| 30 Gener 07:00:00    | STSAT-2C | KARI                                    | Terrestre Baixa                                      | Tecnològic                                        | En òrbita                     | Operacional                   |
| 30 Gener 07:00:00    | Primer llançament amb èxit del Naro-1, primer llançament amb èxit de Corea del Sud amb assistència russa, vol final del Naro-1                                                                                                |                                         |                                                      |                                                   |                               |                               |
| 31 Gener 01:48:00    | Atlas V 401 | Atlas V 401                             | Cape Canaveral SLC-41                                | Cape Canaveral SLC-41                             | United Launch Alliance        | United Launch Alliance        |
| 31 Gener 01:48:00    | TDRS-K | NASA                                    | Geosíncrona                                          | Comunicacions                                     | En òrbita                     | Operacional                   |
| Febrer               | |                                         |                                                      |                                                   |                               |                               |
| 1 Febrer 06:56:00    | Zenit-3SL | Zenit-3SL                               | Odyssey                                              | Odyssey                                           | Sea Launch                    | Sea Launch                    |
| 1 Febrer 06:56:00    | Intelsat 27 | Intelsat                                | Destinada: Geosíncrona                               | Comunicacions                                     | +40 segons                    | Error de llançament           |
| 1 Febrer 06:56:00    | Error del primer tram, va impactar a l'oceà 40 segons després del llançament. L'accident va ser causat per un error en la bomba d'energia hidràulica del primer tram a T+3,9s, que va provocar una pèrdua del control cardan. |                                         |                                                      |                                                   |                               |                               |
| 6 Febrer 16:04:24    | Soiuz-2.1a/Fregat | Soiuz-2.1a/Fregat                       | Baikonur Site 31/6                                   | Baikonur Site 31/6                                | Starsem                       | Starsem                       |
| 6 Febrer 16:04:24    | Globalstar M078 | Globalstar                              | Terrestre Baixa                                      | Comunicacions                                     | En òrbita                     | Operacional                   |
| 6 Febrer 16:04:24    | Globalstar M093 | Globalstar                              | Terrestre Baixa                                      | Comunicacions                                     | En òrbita                     | Operacional                   |
| 6 Febrer 16:04:24    | Globalstar M094 | Globalstar                              | Terrestre Baixa                                      | Comunicacions                                     | En òrbita                     | Operacional                   |
| 6 Febrer 16:04:24    | Globalstar M095 | Globalstar                              | Terrestre Baixa                                      | Comunicacions                                     | En òrbita                     | Operacional                   |
| 6 Febrer 16:04:24    | Globalstar M096 | Globalstar                              | Terrestre Baixa                                      | Comunicacions                                     | En òrbita                     | Operacional                   |
| 6 Febrer 16:04:24    | Globalstar M097 | Globalstar                              | Terrestre Baixa                                      | Comunicacions                                     | En òrbita                     | Operacional                   |
| 7 Febrer 08:21       | Talos Terrier Oriole Nihka | Talos Terrier Oriole Nihka              | Poker Flat                                           | Poker Flat                                        | NASA                          | NASA                          |
| 7 Febrer 08:21       | VISIONS | NASA GSFC                               | Suborbital                                           | Investigació sobre les aurores                    | 7 Febrer                      | Reeixit                       |
| 7 Febrer 21:36:07    | Ariane 5ECA | Ariane 5ECA                             | Kourou ELA-3                                         | Kourou ELA-3                                      | Arianespace                   | Arianespace                   |
| 7 Febrer 21:36:07    | Azerspace-1/Africasat-1a | AMAKA                                   | Geosíncrona                                          | Comunicacions                                     | En òrbita                     | Operacional                   |
| 7 Febrer 21:36:07    | Amazonas 3 | Hispasat                                | Geosíncrona                                          | Comunicacions                                     | En òrbita                     | Operacional                   |
| 11 Febrer 14:41:46   | Soiuz-U | Soiuz-U                                 | Baikonur Site 1/5                                    | Baikonur Site 1/5                                 | Roskosmos                     | Roskosmos                     |
| 11 Febrer 14:41:46   | Progress M-18M | Roskosmos                               | Terrestre Baixa (ISS)                                | Logística                                         | En òrbita                     | Operacional                   |
| 11 Febrer 18:02:00   | Atlas V 401 | Atlas V 401                             | Vandenberg SLC-3E                                    | Vandenberg SLC-3E                                 | United Launch Alliance        | United Launch Alliance        |
| 11 Febrer 18:02:00   | Landsat DCM | USGS                                    | Heliosíncrona                                        | Teledetecció                                      | En òrbita                     | Operacional                   |
| 13 Febrer 09:10      | MRBTM | MRBTM                                   | Kauai                                                | Kauai                                             | MDA                           | MDA                           |
| 13 Febrer 09:10      | | MDA                                     | Suborbital                                           | Objectiu d'ABM                                    | 13 Febrer                     | Reeixit                       |
| 13 Febrer 09:10      | Objectiu del SM-3 Block 1A |                                         |                                                      |                                                   |                               |                               |
| 13 Febrer 09:15      | RIM-161C Standard Missile 3 Block 1A | RIM-161C Standard Missile 3 Block 1A    | USS Lake Erie, Pacific Ocean                         | USS Lake Erie, Pacific Ocean                      | US Navy                       | US Navy                       |
| 13 Febrer 09:15      | | Marina estatunidenca                    | Suborbital                                           | Prova d'ABM                                       | 13 Febrer                     | Reeixit                       |
| 13 Febrer 09:15      | FTM-20, intercepció amb èxit |                                         |                                                      |                                                   |                               |                               |
| 15 Febrer 16:34      | Terrier Improved Orion | Terrier Improved Orion                  | White Sands                                          | White Sands                                       | NASA                          | NASA                          |
| 15 Febrer 16:34      | | NASA GSFC/WFF                           | Suborbital                                           | Tecnològic                                        | 15 Febrer                     | Reeixit                       |
| 15 Febrer 16:34      | Apogeu: ~130 km ? |                                         |                                                      |                                                   |                               |                               |
| 25 Febrer 05:52:31   | Arrow III | Arrow III                               | Negev                                                | Negev                                             | IAI                           | IAI                           |
| 25 Febrer 05:52:31   | | IAI/IDF                                 | Suborbital                                           | Prova d'ABM                                       | 25 Febrer                     | Reeixit                       |
| 25 Febrer 05:52:31   | Prova de vol de l'Arrow-III |                                         |                                                      |                                                   |                               |                               |
| 25 Febrer 12:31      | PSLV-CA | PSLV-CA                                 | Satish Dhawan FLP                                    | Satish Dhawan FLP                                 | ISRO                          | ISRO                          |
| 25 Febrer 12:31      | SARAL | ISRO/CNES                               | Terrestre Baixa                                      | Oceanografia                                      | En òrbita                     | Operacional                   |
| 25 Febrer 12:31      | Sapphire | DND                                     | Terrestre Baixa                                      | Vigilància espacial                               | En òrbita                     | Operacional                   |
| 25 Febrer 12:31      | NEOSSat | CSA                                     | Terrestre Baixa                                      | Astronomia                                        | En òrbita                     | Operacional                   |
| 25 Febrer 12:31      | UniBRITE-1 | UTAIS                                   | Terrestre Baixa                                      | Astronomia                                        | En òrbita                     | Operacional                   |
| 25 Febrer 12:31      | TUGSAT-1 | TU Graz                                 | Terrestre Baixa                                      | Astronomia                                        | En òrbita                     | Operacional                   |
| 25 Febrer 12:31      | AAUSAT3 | Aalborg                                 | Terrestre Baixa                                      | Tecnològic                                        | En òrbita                     | Operacional                   |
| 25 Febrer 12:31      | STRaND-1 | SSTL                                    | Terrestre Baixa                                      | Tecnològic                                        | En òrbita                     | Operacional                   |
| 25 Febrer 12:31      | TUGSAT-1 és el primer satèl·lit austríac |                                         |                                                      |                                                   |                               |                               |
| Març                 | |                                         |                                                      |                                                   |                               |                               |
| 1 Març 15:10:13      | Falcon 9 v1.0 | Falcon 9 v1.0                           | Cape Canaveral SLC-40                                | Cape Canaveral SLC-40                             | SpaceX                        | SpaceX                        |
| 1 Març 15:10:13      | SpaceX CRS-2 | SpaceX                                  | Terrestre Baixa (ISS)                                | Logística                                         | 26 Març 16:34                 | Reeixit                       |
| 11 Març 06:10        | Terrier-Lynx | Terrier-Lynx                            | Wallops Island                                       | Wallops Island                                    | DoD                           | DoD                           |
| 11 Març 06:10        | Shark | DoD                                     | Suborbital                                           | Objectiu de radar                                 | 11 Març                       | Reeixit                       |
| 11 Març 06:10        | Apogeu: ~300 km |                                         |                                                      |                                                   |                               |                               |
| 19 Març 21:21:00     | Atlas V 401 | Atlas V 401                             | Cape Canaveral SLC-41                                | Cape Canaveral SLC-41                             | United Launch Alliance        | United Launch Alliance        |
| 19 Març 21:21:00     | USA-241 (SBIRS-GEO 2) | US Air Force                            | Geosíncrona                                          | Defensa de míssils                                | En òrbita                     | Operacional                   |
| 26 Març 19:06:48     | Proton-M/Briz-M | Proton-M/Briz-M                         | Baikonur Site 200/39                                 | Baikonur Site 200/39                              | International Launch Services | International Launch Services |
| 26 Març 19:06:48     | Satmex 8 | Satmex                                  | Geosíncrona                                          | Comunicacions                                     | En òrbita                     | Operacional                   |
| 28 Març 20:43:20     | Soiuz-FG | Soiuz-FG                                | Baikonur Site 1/5                                    | Baikonur Site 1/5                                 | Roskosmos                     | Roskosmos                     |
| 28 Març 20:43:20     | Soiuz TMA-08M | Roskosmos                               | Terrestre Baixa (ISS)                                | Expedició 35/36                                   | 11 Setembre 02:58             | Reeixit                       |
| 28 Març 20:43:20     | Vol tripulat |                                         |                                                      |                                                   |                               |                               |
| Abril                | |                                         |                                                      |                                                   |                               |                               |
| 4 Abril 21:55        | Tianying 3E | Tianying 3E                             | Hainan                                               | Hainan                                            | CNSA                          | CNSA                          |
| 4 Abril 21:55        | Kunpeng-1 | CSSAR                                   | Suborbital                                           | Control de medi ambient                           | 4 Abril                       | Reeixit                       |
| 4 Abril 21:55        | Apogeu: 191 km |                                         |                                                      |                                                   |                               |                               |
| 7 Abril 04:55        | Agni-II | Agni-II                                 | ITR IC-4                                             | ITR IC-4                                          | Exèrcit indi                  | Exèrcit indi                  |
| 7 Abril 04:55        | | Exèrcit indi                            | Suborbital                                           | Prova de míssil                                   | 7 Abril                       | Reeixit                       |
| 7 Abril 04:55        | Apogeu: 200 km |                                         |                                                      |                                                   |                               |                               |
| 10 Abril             | Shaheen-IA | Shaheen-IA                              | Sonmiani                                             | Sonmiani                                          | ASFC                          | ASFC                          |
| 10 Abril             | | ASFC                                    | Suborbital                                           | Prova de vol                                      | 10 Abril                      | Reeixit                       |
| 10 Abril             | Apogeu: 100 km |                                         |                                                      |                                                   |                               |                               |
| 12 Abril 04:25       | VSB-30 | VSB-30                                  | Esrange                                              | Esrange                                           | EuroLaunch                    | EuroLaunch                    |
| 12 Abril 04:25       | TEXUS-50 | DLR/ESA                                 | Suborbital                                           | Microgravetat                                     | 12 Abril                      | Reeixit                       |
| 12 Abril 04:25       | Apogeu: 261 km |                                         |                                                      |                                                   |                               |                               |
| 15 Abril 18:36:00    | Proton-M/Briz-M | Proton-M/Briz-M                         | Baikonur Site 200/39                                 | Baikonur Site 200/39                              | International Launch Services | International Launch Services |
| 15 Abril 18:36:00    | Anik G1 | Telesat                                 | Geosíncrona                                          | Comunicacions                                     | En òrbita                     | Operacional                   |
| 19 Abril 10:00:00    | Soiuz-2.1a | Soiuz-2.1a                              | Baikonur Site 31/6                                   | Baikonur Site 31/6                                | Roskosmos                     | Roskosmos                     |
| 19 Abril 10:00:00    | Bion-M No.1 | Roskosmos                               | Terrestre Baixa                                      | Ciència biològica                                 | 19 Maig 03:12                 | Reeixit                       |
| 19 Abril 10:00:00    | AIST No.2 | SSAU                                    | Terrestre Baixa                                      | Tecnològic                                        | En òrbita                     | Operacional                   |
| 19 Abril 10:00:00    | Dove 2 | Cosmogia                                | Terrestre Baixa                                      | Tecnològic                                        | En òrbita                     | Operacional                   |
| 19 Abril 10:00:00    | BeeSat 2 | TU Berlin                               | Terrestre Baixa                                      | Tecnològic                                        | En òrbita                     | Operacional                   |
| 19 Abril 10:00:00    | BeeSat 3 | TU Berlin                               | Terrestre Baixa                                      | Tecnològic                                        | En òrbita                     | Operacional                   |
| 19 Abril 10:00:00    | SOMP | TU Dresden                              | Terrestre Baixa                                      | Tecnològic                                        | En òrbita                     | Operacional                   |
| 19 Abril 10:00:00    | OSSI-1 | OSSI                                    | Terrestre Baixa                                      | Tecnològic                                        | En òrbita                     | Operacional                   |
| 21 Abril 08:00       | Black Brant IX | Black Brant IX                          | White Sands                                          | White Sands                                       | NASA                          | NASA                          |
| 21 Abril 08:00       | SLICE | Colorado                                | Suborbital                                           | Astronomia                                        | 21 Abril                      | Reeixit                       |
| 21 Abril 08:00       | Apogeu: 318 km? |                                         |                                                      |                                                   |                               |                               |
| 21 Abril 21:00:02    | Antares 110 | Antares 110                             | MARS LP-0A                                           | MARS LP-0A                                        | Orbital Sciences              | Orbital Sciences              |
| 21 Abril 21:00:02    | Cygnus Mass Simulator | Orbital Sciences/NASA                   | Terrestre Baixa                                      | Prova de vol                                      | En òrbita                     | Reeixit                       |
| 21 Abril 21:00:02    | Alexander (PhoneSat-2.0) | NASA                                    | Terrestre Baixa                                      | Tecnològic                                        | 27 Abril                      | Operacional                   |
| 21 Abril 21:00:02    | Graham (PhoneSat-1.0) | NASA                                    | Terrestre Baixa                                      | Tecnològic                                        | 27 Abril                      | Operacional                   |
| 21 Abril 21:00:02    | Bell (PhoneSat-1.0) | NASA                                    | Terrestre Baixa                                      | Tecnològic                                        | 27 Abril                      | Operacional                   |
| 21 Abril 21:00:02    | Dove 1 | Cosmogia                                | Terrestre Baixa                                      | Tecnològic                                        | 27 Abril                      | Operacional                   |
| 21 Abril 21:00:02    | Vol inaugural de l'Antares, vol COTS de reducció de risc |                                         |                                                      |                                                   |                               |                               |
| 23 Abril 17:30       | Black Brant IX | Black Brant IX                          | White Sands                                          | White Sands                                       | NASA                          | NASA                          |
| 23 Abril 17:30       | EUNIS | NASA GSFC                               | Suborbital                                           | Investigació solar                                | 23 Abril                      | Reeixit                       |
| 23 Abril 17:30       | Apogeu: 320 km? |                                         |                                                      |                                                   |                               |                               |
| 24 Abril 10:12:16    | Soiuz-U | Soiuz-U                                 | Baikonur Site 1/5                                    | Baikonur Site 1/5                                 | Roskosmos                     | Roskosmos                     |
| 24 Abril 10:12:16    | Progress M-19M | Roskosmos                               | Terrestre Baixa (ISS)                                | Logística                                         | 19 Juny                       | Reeixit                       |
| 26 Abril 04:13:04    | Long Març 2D | Long Març 2D                            | Jiuquan LA-4/SLS-2                                   | Jiuquan LA-4/SLS-2                                | SAST                          | SAST                          |
| 26 Abril 04:13:04    | Gaofen 1 | CNSA                                    | Terrestre Baixa                                      | Observació terrestre                              | En òrbita                     | Operacional                   |
| 26 Abril 04:13:04    | TurkSat-3USat | ITU                                     | Terrestre Baixa                                      | Tecnològic                                        | En òrbita                     | Operacional                   |
| 26 Abril 04:13:04    | NEE-01 Pegaso | EXA                                     | Terrestre Baixa                                      | Tecnològic                                        | En òrbita                     | Operacional                   |
| 26 Abril 04:13:04    | CubeBug-1 | INVAP                                   | Terrestre Baixa                                      | Tecnològic                                        | En òrbita                     | Operacional                   |
| 26 Abril 04:13:04    | NEE-01 Pegaso és el primer satèl·lit de l'Equador |                                         |                                                      |                                                   |                               |                               |
| 26 Abril 05:23:41    | Soiuz-2.1b/Fregat | Soiuz-2.1b/Fregat                       | Plesetsk Site 43/4                                   | Plesetsk Site 43/4                                | RVSN RF                       | RVSN RF                       |
| 26 Abril 05:23:41    | Kosmos 2485 (GLONASS-M) | VKO                                     | Terrestre Mitjana                                    | Navegació                                         | En òrbita                     | Operacional                   |
| Maig                 | |                                         |                                                      |                                                   |                               |                               |
| 1 Maig 07:38         | Terrier Improved Orion | Terrier Improved Orion                  | Roi-Namur                                            | Roi-Namur                                         | NASA                          | NASA                          |
| 1 Maig 07:38         | MOSC | NASA/Air Force Research Lab             | Suborbital                                           | Investigació ionosfèrica                          | 1 Maig                        | Reeixit                       |
| 1 Maig 07:38         | Apogeu: ~189 km |                                         |                                                      |                                                   |                               |                               |
| 1 Maig 16:06:04      | Long Març 3B/E | Long Març 3B/E                          | Xichang LA-2                                         | Xichang LA-2                                      | CALT                          | CALT                          |
| 1 Maig 16:06:04      | Zhongxing 11 | China Satcom                            | Geosíncrona                                          | Comunicacions                                     | En òrbita                     | Operacional                   |
| 5 Maig 08:30         | M51 | M51                                     | Le Vigilant, Audierne Bay                            | Le Vigilant, Audierne Bay                         | DGA/Marine nationale          | DGA/Marine nationale          |
| 5 Maig 08:30         | | DGA/Marine nationale                    | Suborbital                                           | Prova de vol                                      | 5 Maig                        | Error de llançament           |
| 7 Maig 02:06:31      | Vega | Vega                                    | Kourou ELV                                           | Kourou ELV                                        | Arianespace                   | Arianespace                   |
| 7 Maig 02:06:31      | Proba-V | ESA                                     | Terrestre Baixa                                      | Tecnològic                                        | En òrbita                     | Operacional                   |
| 7 Maig 02:06:31      | VNREDSat 1A | VAST                                    | Terrestre Baixa                                      | Observació terrestre                              | En òrbita                     | Operacional                   |
| 7 Maig 02:06:31      | ESTCube-1 | Tartu                                   | Terrestre Baixa                                      | Tecnològic                                        | En òrbita                     | Operacional                   |
| 7 Maig 02:06:31      | ESTCube-1 és el primer satèl·lit d'Estònia |                                         |                                                      |                                                   |                               |                               |
| 7 Maig 07:39:00      | Terrier-Oriole | Terrier-Oriole                          | Roi-Namur                                            | Roi-Namur                                         | NASA                          | NASA                          |
| 7 Maig 07:39:00      | EVEX | Universitat de Illinois                 | Suborbital                                           | Atmosfèric                                        | 7 Maig                        | Reeixit                       |
| 7 Maig 07:39:00      | Apogeu: ~350 km ? |                                         |                                                      |                                                   |                               |                               |
| 7 Maig 07:40:30      | Terrier-Improved Malemute | Terrier-Improved Malemute               | Roi-Namur                                            | Roi-Namur                                         | NASA                          | NASA                          |
| 7 Maig 07:40:30      | EVEX | Universitat de Illinois                 | Suborbital                                           | Atmosfèric                                        | 7 Maig                        | Reeixit                       |
| 7 Maig 07:40:30      | Apogeu: ~350 km ? |                                         |                                                      |                                                   |                               |                               |
| 9 Maig 07:23         | Terrier Improved Orion | Terrier Improved Orion                  | Roi-Namur                                            | Roi-Namur                                         | NASA                          | NASA                          |
| 9 Maig 07:23         | MOSC | NASA/Air Force Research Lab             | Suborbital                                           | Investigació ionosfèrica                          | 9 Maig                        | Reeixit                       |
| 9 Maig 07:23         | Apogeu: ~189 km |                                         |                                                      |                                                   |                               |                               |
| 11 Maig 05:00        | Black Brant IX | Black Brant IX                          | White Sands                                          | White Sands                                       | NASA                          | NASA                          |
| 11 Maig 05:00        | FORTIS | JHU                                     | Suborbital                                           | Astronomia                                        | 11 Maig                       | Reeixit                       |
| 11 Maig 05:00        | Apogeu: 280 km? |                                         |                                                      |                                                   |                               |                               |
| 13 Maig 12:58        | |                                         | Xichang                                              | Xichang                                           |                               |                               |
| 13 Maig 12:58        | Kunpeng-7 | CNSA                                    | Suborbital                                           | Magnetosfèric                                     | 13 Maig                       | Reeixit                       |
| 13 Maig 12:58        | Apogeu: 10000 km |                                         |                                                      |                                                   |                               |                               |
| 14 Maig 16:02:00     | Proton-M/Briz-M | Proton-M/Briz-M                         | Baikonur Site 200/39                                 | Baikonur Site 200/39                              | International Launch Services | International Launch Services |
| 14 Maig 16:02:00     | Eutelsat 3D | Eutelsat                                | Geosíncrona                                          | Comunicacions                                     | En òrbita                     | Operacional                   |
| 15 Maig 21:38:00     | Atlas V 401 | Atlas V 401                             | Cape Canaveral SLC-41                                | Cape Canaveral SLC-41                             | United Launch Alliance        | United Launch Alliance        |
| 15 Maig 21:38:00     | USA-242 (GPS IIF-4) | US Air Force                            | Terrestre Mitjana                                    | Navegació                                         | En òrbita                     | Operacional                   |
| 16 Maig 03:25        | ARAV-C | ARAV-C                                  | Kauai                                                | Kauai                                             | MDA                           | MDA                           |
| 16 Maig 03:25        | | MDA                                     | Suborbital                                           | Objectiu d'ABM                                    | 16 Maig                       | Reeixit                       |
| 16 Maig 03:25        | Objectiu de SM-3 Block 1B |                                         |                                                      |                                                   |                               |                               |
| 16 Maig 03:30        | RIM-161C Standard Missile 3 Block 1B | RIM-161C Standard Missile 3 Block 1B    | USS Lake Erie, Pacific Ocean                         | USS Lake Erie, Pacific Ocean                      | US Navy                       | US Navy                       |
| 16 Maig 03:30        | | Marina estatunidenca                    | Suborbital                                           | Prova d'ABM                                       | 16 Maig                       | Reeixit                       |
| 16 Maig 03:30        | FTM-19, intercepció amb èxit |                                         |                                                      |                                                   |                               |                               |
| 22 Maig 13:27        | LGM-30G Minuteman III | LGM-30G Minuteman III                   | Vandenberg LF-04                                     | Vandenberg LF-04                                  | US Air Force                  | US Air Force                  |
| 22 Maig 13:27        | | US Air Force                            | Suborbital                                           | Prova de vol                                      | 22 Maig                       | Reeixit                       |
| 22 Maig 13:27        | GT207GM, Apogeu: ~1300 km ? |                                         |                                                      |                                                   |                               |                               |
| 25 Maig 00:27:00     | Delta IV-M+ (5,4) | Delta IV-M+ (5,4)                       | Cape Canaveral SLC-37B                               | Cape Canaveral SLC-37B                            | United Launch Alliance        | United Launch Alliance        |
| 25 Maig 00:27:00     | USA-243 (WGS-5) | US Air Force                            | Geosíncrona                                          | Comunicacions                                     | En òrbita                     | Operacional                   |
| 28 Maig 20:31:24     | Soiuz-FG | Soiuz-FG                                | Baikonur Site 1/5                                    | Baikonur Site 1/5                                 | Roskosmos                     | Roskosmos                     |
| 28 Maig 20:31:24     | Soiuz TMA-09M | Roskosmos                               | Terrestre Baixa (ISS)                                | Expedició 36/37                                   | 11 novembre 02:49             | Reeixit                       |
| 28 Maig 20:31:24     | Vol tripulat |                                         |                                                      |                                                   |                               |                               |
| Juny                 | |                                         |                                                      |                                                   |                               |                               |
| 3 Juny 09:18:31      | Proton-M/Briz-M | Proton-M/Briz-M                         | Baikonur Site 200/39                                 | Baikonur Site 200/39                              | International Launch Services | International Launch Services |
| 3 Juny 09:18:31      | SES-6 | SES S.A.                                | Geosíncrona                                          | Comunicacions                                     | En òrbita                     | Operacional                   |
| 5 Juny 21:52:11      | Ariane 5ES | Ariane 5ES                              | Kourou ELA-3                                         | Kourou ELA-3                                      | Arianespace                   | Arianespace                   |
| 5 Juny 21:52:11      | Albert Einstein ATV | ESA                                     | Terrestre Baixa (ISS)                                | Logística                                         | 28 Octubre                    | Reeixit                       |
| 6 Juny 03:05         | Black Brant XII | Black Brant XII                         | Wallops Island                                       | Wallops Island                                    | NASA                          | NASA                          |
| 6 Juny 03:05         | CIBER | Caltech                                 | Suborbital                                           | Astronomia                                        | 6 Juny                        | Reeixit                       |
| 6 Juny 03:05         | Apogeu: 577 km |                                         |                                                      |                                                   |                               |                               |
| 6 Juny 17:45         | RS-26 Rubezh | RS-26 Rubezh                            | Kapustin Iar                                         | Kapustin Iar                                      | RVSN                          | RVSN                          |
| 6 Juny 17:45         | | RVSN                                    | Suborbital                                           | Prova de míssil                                   | 6 Juny                        | Reeixit                       |
| 7 Juny 18:37:59      | Soiuz-2.1b | Soiuz-2.1b                              | Plesetsk Site 43/4                                   | Plesetsk Site 43/4                                | VKO                           | VKO                           |
| 7 Juny 18:37:59      | Kosmos 2486 (Persona) | VKO                                     | Terrestre Baixa                                      | Reconeixement òptic                               | En òrbita                     | Operacional                   |
| 11 Juny 09:38:02     | Long Març 2F | Long Març 2F                            | Jiuquan LA-4/SLS-1                                   | Jiuquan LA-4/SLS-1                                | CALT                          | CALT                          |
| 11 Juny 09:38:02     | Shenzhou 10 | CASC                                    | Terrestre Baixa (Tiangong-1)                         | Tecnològic                                        | 26 Juny 00:07                 | Reeixit                       |
| 11 Juny 09:38:02     | Cinquena missió tripulada de la Xina (2 homes i 1 dona astronautes) al laboratori espacial Tiangong-1. |                                         |                                                      |                                                   |                               |                               |
| 20 Juny 09:30        | Terrier-Improved Orion | Terrier-Improved Orion                  | Wallops Island                                       | Wallops Island                                    | NASA                          | NASA                          |
| 20 Juny 09:30        | RockOn | Colorado                                | Suborbital                                           | Experiments d'estudiants                          | 20 Juny                       | Reeixit                       |
| 20 Juny 09:30        | Apogeu: 118 km |                                         |                                                      |                                                   |                               |                               |
| 21 Juny 13:57        | SpaceLoft XL | SpaceLoft XL                            | Spaceport America                                    | Spaceport America                                 | UP Aerospace                  | UP Aerospace                  |
| 21 Juny 13:57        | FOP-1 | NASA                                    | Suborbital                                           | Experiments d'estudiants                          | 21 Juny                       | Reeixit                       |
| 21 Juny 13:57        | Missió SL-7, Apogeu: 119 km, recuperat amb èxit |                                         |                                                      |                                                   |                               |                               |
| 25 Juny 17:28:48     | Soiuz-2.1b | Soiuz-2.1b                              | Baikonur Site 31/6                                   | Baikonur Site 31/6                                | Roskosmos                     | Roskosmos                     |
| 25 Juny 17:28:48     | Resurs-P No.1 | Roskosmos                               | Terrestre Baixa                                      | Teledetecció                                      | En òrbita                     | Operacional                   |
| 25 Juny 19:27:03     | Soiuz-STB/Fregat | Soiuz-STB/Fregat                        | Kourou ELS                                           | Kourou ELS                                        | Arianespace                   | Arianespace                   |
| 25 Juny 19:27:03     | O3b PFM | O3b Networks                            | Terrestre Mitjana                                    | Comunicacions                                     | En òrbita                     | Operacional                   |
| 25 Juny 19:27:03     | O3b FM2 | O3b Networks                            | Terrestre Mitjana                                    | Comunicacions                                     | En òrbita                     | Operacional                   |
| 25 Juny 19:27:03     | O3b FM4 | O3b Networks                            | Terrestre Mitjana                                    | Comunicacions                                     | En òrbita                     | Operacional                   |
| 25 Juny 19:27:03     | O3b FM5 | O3b Networks                            | Terrestre Mitjana                                    | Comunicacions                                     | En òrbita                     | Operacional                   |
| 27 Juny 16:53:00     | Strela | Strela                                  | Baikonur Site 175/59                                 | Baikonur Site 175/59                              | Roskosmos                     | Roskosmos                     |
| 27 Juny 16:53:00     | Kosmos 2487 (Kondor No.202) | Roskosmos                               | Terrestre Baixa                                      | Imatge per radar                                  | En òrbita                     | Operacional                   |
| 27 Juny 23:52        | VS-30 | VS-30                                   | Andøya                                               | Andøya                                            | DLR                           | DLR                           |
| 27 Juny 23:52        | WADIS-1 | DLR                                     | Suborbital                                           | Atmosfèric                                        | 27 Juny                       | Reeixit                       |
| 27 Juny 23:52        | Apogeu: 115 km, també es van llançar 12 coets meteorològics Super Loki |                                         |                                                      |                                                   |                               |                               |
| 28 Juny 02:27:46     | Pegasus-XL | Pegasus-XL                              | Stargazer, Vandenberg                                | Stargazer, Vandenberg                             | Orbital Sciences              | Orbital Sciences              |
| 28 Juny 02:27:46     | IRIS | NASA                                    | Terrestre Baixa                                      | Astronomia solar                                  | En òrbita                     | Operacional                   |
| Juliol               | |                                         |                                                      |                                                   |                               |                               |
| 1 Juliol 18:11       | PSLV-XL | PSLV-XL                                 | Satish Dhawan FLP                                    | Satish Dhawan FLP                                 | ISRO                          | ISRO                          |
| 1 Juliol 18:11       | IRNSS-1A | ISRO                                    | Geosíncrona                                          | Navegació                                         | En òrbita                     | Operacional                   |
| 2 Juliol 02:38:22    | Proton-M/DM-03 Enhanced | Proton-M/DM-03 Enhanced                 | Baikonur Site 81/24                                  | Baikonur Site 81/24                               | Roskosmos                     | Roskosmos                     |
| 2 Juliol 02:38:22    | Uragan-M No.48 | VKO                                     | Destinada: Terrestre Mitjana                         | Navegació                                         | 2 Juliol                      | Error de llançament           |
| 2 Juliol 02:38:22    | Uragan-M No.49 | VKO                                     | Destinada: Terrestre Mitjana                         | Navegació                                         | 2 Juliol                      | Error de llançament           |
| 2 Juliol 02:38:22    | Uragan-M No.50 | VKS                                     | Destinada: Terrestre Mitjana                         | Navegació                                         | 2 Juliol                      | Error de llançament           |
| 2 Juliol 02:38:22    | Primer error de guiatge de la primera etapa a causa que els sensors de velocitat angular foren instal·lats de cap per avall, el coet va impactar prop de la plataforma de llançament                                          |                                         |                                                      |                                                   |                               |                               |
| 4 Juliol 14:31:00    | Black Brant VB | Black Brant VB                          | Wallops LA-2                                         | Wallops LA-2                                      | NASA                          | NASA                          |
| 4 Juliol 14:31:00    | Daytime Dynamo | NASA                                    | Suborbital                                           | Geoespai                                          | 4 Juliol                      | Reeixit                       |
| 4 Juliol 14:31:00    | Apogeu: 135 km |                                         |                                                      |                                                   |                               |                               |
| 4 Juliol 14:31:15    | Terrier-Orion | Terrier-Orion                           | Wallops LA-2                                         | Wallops LA-2                                      | NASA                          | NASA                          |
| 4 Juliol 14:31:15    | Daytime Dynamo | NASA                                    | Suborbital                                           | Geoespai                                          | 4 Juliol                      | Reeixit                       |
| 4 Juliol 14:31:15    | Apogeu: 160 km |                                         |                                                      |                                                   |                               |                               |
| 5 Juliol 18:29       | UGM-96 Trident I C4 (LV-2) | UGM-96 Trident I C4 (LV-2)              | Meck                                                 | Meck                                              | MDA                           | MDA                           |
| 5 Juliol 18:29       | | MDA                                     | Suborbital                                           | Objectiu d'ABM                                    | 5 Juliol                      | Reeixit                       |
| 5 Juliol 18:35       | Ground Based Interceptor | Ground Based Interceptor                | Vandenberg LF-23                                     | Vandenberg LF-23                                  | MDA                           | MDA                           |
| 5 Juliol 18:35       | | MDA                                     | Suborbital                                           | Prova d'ABM                                       | 5 Juliol                      | Error del vehicle             |
| 5 Juliol 18:35       | FTG-07, va fallar la intercepció, el EKV probablement no es va separar de l'impulsador |                                         |                                                      |                                                   |                               |                               |
| 12 Juliol            | Jericho III | Jericho III                             | Palmachim                                            | Palmachim                                         | Força Aèria Israeliana        | Força Aèria Israeliana        |
| 12 Juliol            | | Força Aèria Israeliana                  | Suborbital                                           | Prova de míssil                                   | 12 Juliol                     | Reeixit                       |
| 15 Juliol 05:53      | VS-30 | VS-30                                   | Esrange                                              | Esrange                                           | EuroLaunch                    | EuroLaunch                    |
| 15 Juliol 05:53      | MAPHEUS-4 | DLR                                     | Suborbital                                           | Tecnològic                                        | 15 Juliol                     | Reeixit                       |
| 15 Juliol 05:53      | Apogeu: 151 km |                                         |                                                      |                                                   |                               |                               |
| 15 Juliol 09:27:03   | Long Març 2C | Long Març 2C                            | Jiuquan LA-4/SLS-2                                   | Jiuquan LA-4/SLS-2                                | CALT                          | CALT                          |
| 15 Juliol 09:27:03   | Shijian 11-05 | CNSA                                    | Terrestre Baixa                                      | Tecnològic                                        | En òrbita                     | Operacional                   |
| 19 Juliol 13:00:00   | Atlas V 551 | Atlas V 551                             | Cape Canaveral SLC-41                                | Cape Canaveral SLC-41                             | United Launch Alliance        | United Launch Alliance        |
| 19 Juliol 13:00:00   | MUOS-2 | Marina estatunidenca                    | Geosíncrona                                          | Comunicacions                                     | En òrbita                     | Operacional                   |
| 19 Juliol 23:37:55   | Long Març 4C | Long Març 4C                            | Taiyuan LA-9                                         | Taiyuan LA-9                                      | SAST                          | SAST                          |
| 19 Juliol 23:37:55   | Shijian 15 | CNSA                                    | Terrestre Baixa                                      | Tecnològic                                        | En òrbita                     | Operacional                   |
| 19 Juliol 23:37:55   | Shiyan 7 | CNSA                                    | Terrestre Baixa                                      | Tecnològic                                        | En òrbita                     | Operacional                   |
| 19 Juliol 23:37:55   | Chuang Xin 3 | CNSA                                    | Terrestre Baixa                                      | Tecnològic                                        | En òrbita                     | Operacional                   |
| 20 Juliol 14:00:00   | S-310 | S-310                                   | Uchinoura                                            | Uchinoura                                         | JAXA                          | JAXA                          |
| 20 Juliol 14:00:00   | | JAXA/KU/HU/KUT/TU/TPU/ TU/UT/NU/CU/GSFC | Suborbital                                           | Investigació ionosfèrica                          | 20 Juliol                     | Reeixit                       |
| 20 Juliol 14:00:00   | Apogeu: 139 km |                                         |                                                      |                                                   |                               |                               |
| 20 Juliol 14:57:00   | S-520 | S-520                                   | Uchinoura                                            | Uchinoura                                         | JAXA                          | JAXA                          |
| 20 Juliol 14:57:00   | | JAXA/KU/HU/KUT/TU/TPU/ TU/UT/NU/CU/GSFC | Suborbital                                           | Investigació ionosfèrica                          | 20 Juliol                     | Reeixit                       |
| 20 Juliol 14:57:00   | Apogeu: 316 km |                                         |                                                      |                                                   |                               |                               |
| 25 Juliol 19:54:07   | Ariane 5ECA | Ariane 5ECA                             | Kourou ELA-3                                         | Kourou ELA-3                                      | Arianespace                   | Arianespace                   |
| 25 Juliol 19:54:07   | Alphasat I-XL (Inmarsat-XL) | ESA/Inmarsat                            | Geosíncrona                                          | Tecnològic/Comunicacions                          | En òrbita                     | Operacional                   |
| 25 Juliol 19:54:07   | INSAT-3D | ISRO                                    | Geosíncrona                                          | Meteorologia                                      | En òrbita                     | Operacional                   |
| 25 Juliol 19:54:07   | Primer satèl·lit Alphabus |                                         |                                                      |                                                   |                               |                               |
| 27 Juliol 20:45:08   | Soiuz-U | Soiuz-U                                 | Baikonur Site 31/6                                   | Baikonur Site 31/6                                | Roskosmos                     | Roskosmos                     |
| 27 Juliol 20:45:08   | Progress M-20M | Roskosmos                               | Low Earth (ISS)                                      | Logística                                         | En òrbita                     | Operacional                   |
| Agost                | |                                         |                                                      |                                                   |                               |                               |
| 3 Agost 19:48:46     | H-IIB 304 | H-IIB 304                               | Tanegashima LA-Y2                                    | Tanegashima LA-Y2                                 | Mitsubishi                    | Mitsubishi                    |
| 3 Agost 19:48:46     | Kounotori 4 | JAXA                                    | Terrestre Baixa (ISS)                                | Logística                                         | 7 Setembre                    | Reeixit                       |
| 3 Agost 19:48:46     | TechEdSat-3 | NASA Ames                               | Terrestre Baixa                                      | Tecnològic                                        | En òrbita                     | Operacional                   |
| 3 Agost 19:48:46     | Pico Dragon | VNSC                                    | Terrestre Baixa                                      | Tecnològic                                        | En òrbita                     | Operacional                   |
| 3 Agost 19:48:46     | ArduSat-1 | NanoSatisfi Inc.                        | Terrestre Baixa                                      | Tecnològic                                        | En òrbita                     | Operacional                   |
| 3 Agost 19:48:46     | ArduSat-X | NanoSatisfi Inc.                        | Terrestre Baixa                                      | Tecnològic                                        | En òrbita                     | Operacional                   |
| 8 Agost 00:29:00     | Delta IV-M+ (5,4) | Delta IV-M+ (5,4)                       | Cape Canaveral SLC-37B                               | Cape Canaveral SLC-37B                            | United Launch Alliance        | United Launch Alliance        |
| 8 Agost 00:29:00     | USA-244 (WGS-6) | US Air Force                            | Geosíncrona                                          | Comunicacions                                     | En òrbita                     | Operacional                   |
| 8 Agost 18:10        | Black Brant IX | Black Brant IX                          | White Sands                                          | White Sands                                       | NASA                          | NASA                          |
| 8 Agost 18:10        | VERIS | NRL                                     | Suborbital                                           | Investigació solar                                | 8 Agost                       | Reeixit                       |
| 8 Agost 18:10        | Apogeu: 280 km? |                                         |                                                      |                                                   |                               |                               |
| 12 Agost 03:45       | Prithvi II | Prithvi II                              | Integrated Test Range Launch Complex 3               | Integrated Test Range Launch Complex 3            | DRDO                          | DRDO                          |
| 12 Agost 03:45       | | DRDO                                    | Suborbital                                           | Prova de míssil                                   | 12 Agost                      | Reeixit                       |
| 12 Agost 03:45       | Apogeu: ~100 km |                                         |                                                      |                                                   |                               |                               |
| 13 Agost 10:00       | Terrier-Improved Malemute | Terrier-Improved Malemute               | Wallops Island                                       | Wallops Island                                    | NASA                          | NASA                          |
| 13 Agost 10:00       | RockSat-X | NASA                                    | Suborbital                                           | Experiments d'estudiants                          | 13 Agost                      | Reeixit                       |
| 13 Agost 10:00       | Apogeu: 151 km? |                                         |                                                      |                                                   |                               |                               |
| 22 Agost 14:39:13    | Dnepr-1 | Dnepr-1                                 | Dombarovsky Site 13                                  | Dombarovsky Site 13                               | ISC Kosmotras                 | ISC Kosmotras                 |
| 22 Agost 14:39:13    | KOMPSat-5 (Arirang-5) | KARI                                    | Terrestre Baixa                                      | Teledetecció                                      | En òrbita                     | Operacional                   |
| 28 Agost 18:03:00    | Delta IV-H | Delta IV-H                              | Vandenberg SLC-6                                     | Vandenberg SLC-6                                  | United Launch Alliance        | United Launch Alliance        |
| 28 Agost 18:03:00    | USA-245 (KH-11) | NRO                                     | Terrestre Baixa                                      | Imatgeria òptica                                  | En òrbita                     | Operacional                   |
| 28 Agost 18:03:00    | Llançament de la NRO núm. 65, satèl·lit final KH-11 |                                         |                                                      |                                                   |                               |                               |
| 29 Agost 20:30:07    | Ariane 5ECA | Ariane 5ECA                             | Kourou ELA-3                                         | Kourou ELA-3                                      | Arianespace                   | Arianespace                   |
| 29 Agost 20:30:07    | Eutelsat 25B/Es'hail 1 | Eutelsat / Es'hailSat                   | Geosíncrona                                          | Comunicacions                                     | En òrbita                     | Operacional                   |
| 29 Agost 20:30:07    | GSAT-7 | ISRO                                    | Geosíncrona                                          | Comunicacions                                     | En òrbita                     | Operacional                   |
| 31 Agost 20:05:00    | Zenit-3SLB | Zenit-3SLB                              | Baikonur Site 45/1                                   | Baikonur Site 45/1                                | SIS                           | SIS                           |
| 31 Agost 20:05:00    | Amos-4 | SCL                                     | Geosíncrona                                          | Comunicacions                                     | En òrbita                     | Operacional                   |
| Setembre             | |                                         |                                                      |                                                   |                               |                               |
| 1 Setembre 19:16     | Long Març 4C | Long Març 4C                            | Jiuquan LA-4/SLS-2                                   | Jiuquan LA-4/SLS-2                                | SAST                          | SAST                          |
| 1 Setembre 19:16     | Yaogan 17A | CNSA                                    | Terrestre Baixa                                      | ELINT                                             | En òrbita                     | Operacional                   |
| 1 Setembre 19:16     | Yaogan 17B | CNSA                                    | Terrestre Baixa                                      | ELINT                                             | En òrbita                     | Operacional                   |
| 1 Setembre 19:16     | Yaogan 17C | CNSA                                    | Terrestre Baixa                                      | ELINT                                             | En òrbita                     | Operacional                   |
| 3 Setembre 06:16     | Silver Sparrow | Silver Sparrow                          | F-15 Eagle, Israel                                   | F-15 Eagle, Israel                                | IAF                           | IAF                           |
| 3 Setembre 06:16     | | Força Aèria Israeliana                  | Suborbital                                           | Objectiu d'ABM                                    | 3 Setembre                    | Reeixit                       |
| 3 Setembre 06:16     | Objectiu de rastreig d'Arrow-3, Apogeu: ~150 km |                                         |                                                      |                                                   |                               |                               |
| 6 Setembre 05:20     | RSM-56 Bulava | RSM-56 Bulava                           | K-550 Aleksandr Nevskiy, Mar Blanca                  | K-550 Aleksandr Nevskiy, Mar Blanca               | VMF                           | VMF                           |
| 6 Setembre 05:20     | | VMF                                     | Suborbital                                           | Prova de míssil                                   | 6 Setembre                    | Error de llançament           |
| 6 Setembre 05:20     | Error de la segona etapa |                                         |                                                      |                                                   |                               |                               |
| 7 Setembre 03:27:00  | Minotaur V | Minotaur V                              | MARS LP-0B                                           | MARS LP-0B                                        | Orbital Sciences              | Orbital Sciences              |
| 7 Setembre 03:27:00  | LADEE | NASA                                    | Destinat: Selenocèntrica                             | Orbitador lunar                                   | En òrbita                     | Operacional                   |
| 7 Setembre 03:27:00  | Vol inaugural del Minotaur V, primer llançament lunar des del MARS |                                         |                                                      |                                                   |                               |                               |
| 10 Setembre          | UGM-133 Trident II D5 | UGM-133 Trident II D5                   | SSBN-?, ETR                                          | SSBN-?, ETR                                       | Marina estatunidenca          | Marina estatunidenca          |
| 10 Setembre          | | Marina estatunidenca                    | Suborbital                                           | Prova de vol                                      | 10 Setembre                   | Reeixit                       |
| 10 Setembre          | Seguiment de la Prova d'Avaluació Commander ? |                                         |                                                      |                                                   |                               |                               |
| 10 Setembre          | UGM-133 Trident II D5 | UGM-133 Trident II D5                   | SSBN-?, ETR                                          | SSBN-?, ETR                                       | Marina estatunidenca          | Marina estatunidenca          |
| 10 Setembre          | | Marina estatunidenca                    | Suborbital                                           | Prova de vol                                      | 10 Setembre                   | Reeixit                       |
| 10 Setembre          | Seguiment de la Prova d'Avaluació Commander ? |                                         |                                                      |                                                   |                               |                               |
| 10 Setembre          | eMRBM | eMRBM                                   | C-17 Globemaster III, Oceà Pacífic                   | C-17 Globemaster III, Oceà Pacífic                | MDA                           | MDA                           |
| 10 Setembre          | | MDA/IMDO                                | Suborbital                                           | Objectiu d'ABM                                    | 10 Setembre                   | Reeixit                       |
| 10 Setembre          | Objectiu pel THAAD, intercepció amb èxit |                                         |                                                      |                                                   |                               |                               |
| 10 Setembre          | MRBM | MRBM                                    | Wake Island                                          | Wake Island                                       | MDA                           | MDA                           |
| 10 Setembre          | | MDA/IMDO                                | Suborbital                                           | Objectiu d'ABM                                    | 10 Setembre                   | Reeixit                       |
| 10 Setembre          | Objectiu pel SM-3, intercepció amb èxit |                                         |                                                      |                                                   |                               |                               |
| 10 Setembre          | Standard Missile 3 Block 1A | Standard Missile 3 Block 1A             | USS Decatur (DDG-73), Oceà Pacífic                   | USS Decatur (DDG-73), Oceà Pacífic                | Marina estatunidenca          | Marina estatunidenca          |
| 10 Setembre          | FTO-01 | Marina estatunidenca                    | Suborbital                                           | Prova d'ABM                                       | 10 Setembre                   | Reeixit                       |
| 10 Setembre          | Intercepted target missile |                                         |                                                      |                                                   |                               |                               |
| 10 Setembre          | THAAD | THAAD                                   | Meck Island                                          | Meck Island                                       | Exèrcit estatunidenc          | Exèrcit estatunidenc          |
| 10 Setembre          | FTO-01 | Exèrcit estatunidenc/MDA                | Suborbital                                           | Prova d'ABM                                       | 10 Setembre                   | Reeixit                       |
| 10 Setembre          | Míssil d'intercepció d'objectiu |                                         |                                                      |                                                   |                               |                               |
| 10 Setembre          | THAAD | THAAD                                   | Meck Island                                          | Meck Island                                       | Exèrcit estatunidenc          | Exèrcit estatunidenc          |
| 10 Setembre          | FTO-01 | Exèrcit estatunidenc/MDA                | Suborbital                                           | Prova d'ABM                                       | 10 Setembre                   | Reeixit                       |
| 10 Setembre          | Interceptor de reserva pel SM-3 |                                         |                                                      |                                                   |                               |                               |
| 11 Setembre 23:23:04 | Rókot/Briz-KM | Rókot/Briz-KM                           | Plesetsk Site 133/3                                  | Plesetsk Site 133/3                               | VKO                           | VKO                           |
| 11 Setembre 23:23:04 | Gonets M-14 | Gonets SatCom                           | Terrestre Baixa                                      | Comunicacions                                     | En òrbita                     | Operacional                   |
| 11 Setembre 23:23:04 | Gonets M-16 | Gonets SatCom                           | Terrestre Baixa                                      | Comunicacions                                     | En òrbita                     | Operacional                   |
| 11 Setembre 23:23:04 | Gonets M-17 | Gonets SatCom                           | Terrestre Baixa                                      | Comunicacions                                     | En òrbita                     | Operacional                   |
| 12 Setembre          | UGM-133 Trident II D5 | UGM-133 Trident II D5                   | SSBN-?, ETR                                          | SSBN-?, ETR                                       | Marina estatunidenca          | Marina estatunidenca          |
| 12 Setembre          | | Marina estatunidenca                    | Suborbital                                           | Prova de vol                                      | 12 Setembre                   | Reeixit                       |
| 12 Setembre          | Seguiment de la Prova d'Avaluació Commander ? |                                         |                                                      |                                                   |                               |                               |
| 12 Setembre          | UGM-133 Trident II D5 | UGM-133 Trident II D5                   | SSBN-?, ETR                                          | SSBN-?, ETR                                       | Marina estatunidenca          | Marina estatunidenca          |
| 12 Setembre          | | Marina estatunidenca                    | Suborbital                                           | Prova de vol                                      | 12 Setembre                   | Reeixit                       |
| 12 Setembre          | Seguiment de la Prova d'Avaluació Commander ? |                                         |                                                      |                                                   |                               |                               |
| 14 Setembre 05:00:00 | Epsilon | Epsilon                                 | Uchinoura                                            | Uchinoura                                         | JAXA                          | JAXA                          |
| 14 Setembre 05:00:00 | Hisaki (SPRINT-A) | JAXA                                    | Terrestre Baixa                                      | Astronomia                                        | En òrbita                     | Operacional                   |
| 14 Setembre 05:00:00 | Vol inaugural del coet Epsilon |                                         |                                                      |                                                   |                               |                               |
| 15 Setembre 09:20    | Agni-V | Agni-V                                  | Integrated Test Range                                | Integrated Test Range                             | DRDO                          | DRDO                          |
| 15 Setembre 09:20    | | DRDO                                    | Suborbital                                           | Prova de vol                                      | 15 Setembre                   | Reeixit                       |
| 15 Setembre 09:20    | Apogeu: 800 km, desgon vol de l'Agni-V |                                         |                                                      |                                                   |                               |                               |
| 18 Setembre 08:10:00 | Atlas V 531 | Atlas V 531                             | Cape Canaveral SLC-41                                | Cape Canaveral SLC-41                             | United Launch Alliance        | United Launch Alliance        |
| 18 Setembre 08:10:00 | USA-246 (AEHF-3) | US Air Force                            | Geosíncrona                                          | Comunicacions                                     | En òrbita                     | Operacional                   |
| 18 Setembre 11:15    | VS-30/Improved Orion | VS-30/Improved Orion                    | Andøya                                               | Andøya                                            | DLR                           | DLR                           |
| 18 Setembre 11:15    | Scramspace | Universitat de Queensland               | Suborbital                                           | Tecnològic                                        | 18 Setembre                   | Error de llançament           |
| 18 Setembre 11:15    | Experiment d'investigació hipersònic, error en la primera etapa del vehicle llançador |                                         |                                                      |                                                   |                               |                               |
| 18 Setembre 14:58:02 | Antares 110 | Antares 110                             | MARS LP-0A                                           | MARS LP-0A                                        | Orbital Sciences              | Orbital Sciences              |
| 18 Setembre 14:58:02 | Cygnus 1 | Orbital Sciences/NASA                   | Terrestre Baixa (ISS)                                | Logística/prova de vol                            | En òrbita                     | Operacional                   |
| 18 Setembre 14:58:02 | Vol inaugural de Cygnus, vol de demostració COTS, vol final de l'Antares 110 |                                         |                                                      |                                                   |                               |                               |
| 19 Setembre 00:30    | ARAV-C++ | ARAV-C++                                | Kauai                                                | Kauai                                             | MDA                           | MDA                           |
| 19 Setembre 00:30    | | MDA                                     | Suborbital                                           | Objectiu d'ABM                                    | 19 Setembre                   | Reeixit                       |
| 19 Setembre 00:30    | Objectiu de SM-3 Block 1B |                                         |                                                      |                                                   |                               |                               |
| 19 Setembre 00:32 ?  | RIM-161C Standard Missile 3 Block 1B | RIM-161C Standard Missile 3 Block 1B    | USS Lake Erie, Oceà Pacífic                          | USS Lake Erie, Oceà Pacífic                       | Marina estatunidenca          | Marina estatunidenca          |
| 19 Setembre 00:32 ?  | | Marina estatunidenca                    | Suborbital                                           | Prova d'ABM                                       | 19 Setembre                   | Reeixit                       |
| 19 Setembre 00:32 ?  | FTM-21, intercepció amb èxit |                                         |                                                      |                                                   |                               |                               |
| 19 Setembre 00:32 ?  | RIM-161C Standard Missile 3 Block 1B | RIM-161C Standard Missile 3 Block 1B    | USS Lake Erie, Oceà Pacífic                          | USS Lake Erie, Oceà Pacífic                       | Marina estatunidenca          | Marina estatunidenca          |
| 19 Setembre 00:32 ?  | | Marina estatunidenca                    | Suborbital                                           | Prova d'ABM                                       | 19 Setembre                   | Reeixit                       |
| 19 Setembre 00:32 ?  | FTM-21, interceptor de reserva |                                         |                                                      |                                                   |                               |                               |
| 22 Setembre 10:01    | LGM-30G Minuteman III | LGM-30G Minuteman III                   | Vandenberg LF-10                                     | Vandenberg LF-10                                  | Força Aèria dels Estats Units | Força Aèria dels Estats Units |
| 22 Setembre 10:01    | | Força Aèria dels Estats Units           | Suborbital                                           | Prova de vol                                      | 22 Setembre                   | Reeixit                       |
| 22 Setembre 10:01    | GT209GM, Apogeu: ~1300 km ? |                                         |                                                      |                                                   |                               |                               |
| 23 Setembre 03:07:11 | Llarga Marxa 4C | Llarga Marxa 4C                         | Taiyuan LA-9                                         | Taiyuan LA-9                                      | SAST                          | SAST                          |
| 23 Setembre 03:07:11 | Fengyun 3C | CMA                                     | Terrestre Baixa                                      | Meteorologia                                      | En òrbita                     | Operacional                   |
| 25 Setembre 04:37    | Kuaizhou | Kuaizhou                                | Jiuquan                                              | Jiuquan                                           | CASIC                         | CASIC                         |
| 25 Setembre 04:37    | Kuaizhou-1 | CAS                                     | Terrestre Baixa                                      | Imatgeria òptica                                  | En òrbita                     | Operacional                   |
| 25 Setembre 04:37    | Vol inaugural del Kuaizhou |                                         |                                                      |                                                   |                               |                               |
| 25 Setembre 20:58:50 | Soiuz-FG | Soiuz-FG                                | Baikonur Site 1/5                                    | Baikonur Site 1/5                                 | Roskosmos                     | Roskosmos                     |
| 25 Setembre 20:58:50 | Soiuz TMA-10M | Roskosmos                               | Terrestre Baixa (ISS)                                | Expedició 37/38                                   | 11 Març 2014 03:24            | Reeixit                       |
| 25 Setembre 20:58:50 | Vol tripulat |                                         |                                                      |                                                   |                               |                               |
| 26 Setembre 10:33    | LGM-30G Minuteman III | LGM-30G Minuteman III                   | Vandenberg LF-09                                     | Vandenberg LF-09                                  | Força Aèria dels Estats Units | Força Aèria dels Estats Units |
| 26 Setembre 10:33    | | Força Aèria dels Estats Units           | Suborbital                                           | Prova de vol                                      | 26 Setembre                   | Reeixit                       |
| 26 Setembre 10:33    | GT208GM, Apogeu: ~1300 km ? |                                         |                                                      |                                                   |                               |                               |
| 29 Setembre 16:00:00 | Falcon 9 v1.1 | Falcon 9 v1.1                           | Vandenberg SLC-4E                                    | Vandenberg SLC-4E                                 | SpaceX                        | SpaceX                        |
| 29 Setembre 16:00:00 | CASSIOPE | MDA Corporation                         | Terrestre Baixa                                      | Comunicacions/ciència                             | En òrbita                     | Operacional                   |
| 29 Setembre 16:00:00 | CUSat | Cornell                                 | Terrestre Baixa                                      | Tecnològic                                        | En òrbita                     | Operacional                   |
| 29 Setembre 16:00:00 | DANDE | CU-Boulder                              | Terrestre Baixa                                      | Tecnològic                                        | En òrbita                     | Operacional                   |
| 29 Setembre 16:00:00 | POPACS-1 | Drexel                                  | Terrestre Baixa                                      | Investigació atmosfèrica                          | En òrbita                     | Operacional                   |
| 29 Setembre 16:00:00 | POPACS-2 | Drexel                                  | Terrestre Baixa                                      | Investigació atmosfèrica                          | En òrbita                     | Operacional                   |
| 29 Setembre 16:00:00 | POPACS-3 | Drexel                                  | Terrestre Baixa                                      | Investigació atmosfèrica                          | En òrbita                     | Operacional                   |
| 29 Setembre 16:00:00 | Vol inaugural del Falcon 9 v1.1 |                                         |                                                      |                                                   |                               |                               |
| 29 Setembre 21:38:10 | Proton-M/Briz-M | Proton-M/Briz-M                         | Baikonur Site 200/39                                 | Baikonur Site 200/39                              | International Launch Services | International Launch Services |
| 29 Setembre 21:38:10 | Astra 2E | SES S.A.                                | Geosíncrona                                          | Comunicacions                                     | En òrbita                     | Operacional                   |
| Octubre              | |                                         |                                                      |                                                   |                               |                               |
| 4 Octubre 05:33      | ARAV-ER | ARAV-ER                                 | Kauai                                                | Kauai                                             | MDA                           | MDA                           |
| 4 Octubre 05:33      | | MDA                                     | Suborbital                                           | Objectiu d'ABM                                    | 4 Octubre                     | Reeixit                       |
| 4 Octubre 05:33      | Objectiu del SM-3 Block 1B |                                         |                                                      |                                                   |                               |                               |
| 4 Octubre 05:37 ?    | RIM-161C Standard Missile 3 Block 1B | RIM-161C Standard Missile 3 Block 1B    | USS Lake Erie, Oceà Pacífic                          | USS Lake Erie, Oceà Pacífic                       | Marina estatunidenca          | Marina estatunidenca          |
| 4 Octubre 05:37 ?    | | Marina estatunidenca                    | Suborbital                                           | Prova d'ABM                                       | 4 Octubre                     | Reeixit                       |
| 4 Octubre 05:37 ?    | FTM-22, intercepció amb èxit |                                         |                                                      |                                                   |                               |                               |
| 7 Octubre 03:45      | Prithvi II | Prithvi II                              | Integrated Test Range Launch Complex 3               | Integrated Test Range Launch Complex 3            | DRDO                          | DRDO                          |
| 7 Octubre 03:45      | | DRDO                                    | Suborbital                                           | Prova de míssil                                   | 7 Octubre                     | Reeixit                       |
| 7 Octubre 03:45      | Apogeu: ~100 km |                                         |                                                      |                                                   |                               |                               |
| 8 Octubre 06:50      | Prithvi II | Prithvi II                              | Integrated Test Range Launch Complex 3               | Integrated Test Range Launch Complex 3            | DRDO                          | DRDO                          |
| 8 Octubre 06:50      | | DRDO                                    | Suborbital                                           | Prova de míssil                                   | 8 Octubre                     | Reeixit                       |
| 8 Octubre 06:50      | Apogeu: ~100 km |                                         |                                                      |                                                   |                               |                               |
| 10 Octubre 13:39     | RS-12M Topol | RS-12M Topol                            | Kapustin Iar                                         | Kapustin Iar                                      | RVSN                          | RVSN                          |
| 10 Octubre 13:39     | | RVSN                                    | Suborbital                                           | Prova de míssil                                   | 10 Octubre                    | Reeixit                       |
| 10 Octubre 13:39     | Prova d'un nou vehicle de reentrada experimental |                                         |                                                      |                                                   |                               |                               |
| 21 Octubre 10:00     | Black Brant IX | Black Brant IX                          | White Sands                                          | White Sands                                       | NASA                          | NASA                          |
| 21 Octubre 10:00     | EVE | NASA                                    | Suborbital                                           | Calibratge del SDO                                | 21 Octubre                    | Reeixit                       |
| 21 Octubre 10:00     | Apogeu: 273 km |                                         |                                                      |                                                   |                               |                               |
| 25 Octubre 03:50:03  | Llarga Marxa 4B | Llarga Marxa 4B                         | Jiuquan LA-4/SLS-2                                   | Jiuquan LA-4/SLS-2                                | SAST                          | SAST                          |
| 25 Octubre 03:50:03  | Shijian 16 | CNSA                                    | Terrestre Baixa                                      | Tecnològic                                        | En òrbita                     | Operacional                   |
| 25 Octubre 18:08:54  | Proton-M/Briz-M | Proton-M/Briz-M                         | Baikonur Site 200/39                                 | Baikonur Site 200/39                              | International Launch Services | International Launch Services |
| 25 Octubre 18:08:54  | Sirius FM-6 | Sirius Satellite Radio                  | Geosíncrona                                          | Comunicacions                                     | En òrbita                     | Operacional                   |
| 29 Octubre 02:50:04  | Llarga Marxa 2C | Llarga Marxa 2C                         | Taiyuan LC-9                                         | Taiyuan LC-9                                      | CALT                          | CALT                          |
| 29 Octubre 02:50:04  | Yaogan 18 | CNSA                                    | Terrestre Baixa                                      | Reconeixement                                     | En òrbita                     | Operacional                   |
| 30 Octubre           | RT-2PM Topol | RT-2PM Topol                            | Plesetsk                                             | Plesetsk                                          | RVSN                          | RVSN                          |
| 30 Octubre           | | RVSN                                    | Suborbital                                           | Prova de míssil                                   | 30 Octubre                    | Reeixit                       |
| 30 Octubre           | R-36M2 Voyevoda | R-36M2 Voyevoda                         | Dombarovsky                                          | Dombarovsky                                       | RVSN                          | RVSN                          |
| 30 Octubre           | | RVSN                                    | Suborbital                                           | Prova de míssil                                   | 30 Octubre                    | Reeixit                       |
| 30 Octubre           | R-29RMU Sineva | R-29RMU Sineva                          | K-117 Bryansk, Barents Sea                           | K-117 Bryansk, Barents Sea                        | VMF                           | VMF                           |
| 30 Octubre           | | VMF                                     | Suborbital                                           | Prova de míssil                                   | 30 Octubre                    | Reeixit                       |
| 30 Octubre           | R-29R Volna | R-29R Volna                             | K-433 Svyatoy Georgiy Pobedonosets, Mar d'Okhotsk    | K-433 Svyatoy Georgiy Pobedonosets, Mar d'Okhotsk | VMF                           | VMF                           |
| 30 Octubre           | | VMF                                     | Suborbital                                           | Prova de míssil                                   | 30 Octubre                    | Reeixit                       |
| Novembre             | |                                         |                                                      |                                                   |                               |                               |
| 3 novembre 09:25     | Black Brant IX | Black Brant IX                          | White Sands                                          | White Sands                                       | NASA                          | NASA                          |
| 3 novembre 09:25     | X-ray Quantum Calorimeter | NASA                                    | Suborbital                                           | Astronomia de raigs X                             | 3 novembre                    | Reeixit                       |
| 3 novembre 09:25     | Apogeu: 278 km |                                         |                                                      |                                                   |                               |                               |
| 5 novembre 09:08     | PSLV-XL | PSLV-XL                                 | Satish Dhawan FLP                                    | Satish Dhawan FLP                                 | ISRO                          | ISRO                          |
| 5 novembre 09:08     | Mars Orbiter Mission | ISRO                                    | Actual: Heliocèntrica Destinada: Òrbita areocèntrica | Orbitador de Mart                                 | En òrbita                     | Operacional                   |
| 5 novembre 09:08     | Primera missió interplanetària de l'Índia |                                         |                                                      |                                                   |                               |                               |
| 7 novembre 04:14:15  | Soiuz-FG | Soiuz-FG                                | Baikonur Site 1/5                                    | Baikonur Site 1/5                                 | Roskosmos                     | Roskosmos                     |
| 7 novembre 04:14:15  | Soiuz TMA-11M | Roskosmos                               | Terrestre Baixa (ISS)                                | Expedició 38/39                                   | En òrbita                     | Operacional                   |
| 7 novembre 04:14:15  | Vol tripulat |                                         |                                                      |                                                   |                               |                               |
| 11 novembre 23:46:00 | Proton-M/Briz-M | Proton-M/Briz-M                         | Baikonur Site 81/24                                  | Baikonur Site 81/24                               | Khrunichev                    | Khrunichev                    |
| 11 novembre 23:46:00 | Raduga-1M 3 | VKS                                     | Geosíncrona                                          | Comunicacions                                     | En òrbita                     | Operacional                   |
| 12 novembre 16:15    | SpaceLoft XL | SpaceLoft XL                            | Spaceport America                                    | Spaceport America                                 | UP Aerospace                  | UP Aerospace                  |
| 12 novembre 16:15    | FOP-2 | NASA                                    | Suborbital                                           | Sis experiments de tecnologia                     | 12 novembre                   | Reeixit                       |
| 12 novembre 16:15    | Missió SL-8, Apogeu: 116 km, recuperat amb èxit |                                         |                                                      |                                                   |                               |                               |
| 18 novembre 18:28:00 | Atlas V 401 | Atlas V 401                             | Cape Canaveral SLC-41                                | Cape Canaveral SLC-41                             | United Launch Alliance        | United Launch Alliance        |
| 18 novembre 18:28:00 | MAVEN | NASA                                    | Current: Heliocentric Planned: Areocentric orbit     | Investigació marciana i teledetecció              | En òrbita                     | Operacional                   |
| 18 novembre 18:28:00 | Sonda de la NASA per estudiar l'atmosfera marciana |                                         |                                                      |                                                   |                               |                               |
| 20 novembre 01:15:00 | Minotaur I | Minotaur I                              | MARS LP-0B                                           | MARS LP-0B                                        | Orbital Sciences              | Orbital Sciences              |
| 20 novembre 01:15:00 | ORS-3 | ORS                                     | Terrestre Baixa                                      | Tecnològic                                        | En òrbita                     | Operacional                   |
| 20 novembre 01:15:00 | STPSat 3 | USAF STP                                | Terrestre Baixa                                      | Tecnològic                                        | En òrbita                     | Operacional                   |
| 20 novembre 01:15:00 | ORSES | ORS                                     | Terrestre Baixa                                      | Tecnològic                                        | En òrbita                     | Operacional                   |
| 20 novembre 01:15:00 | ORS Tech 1 | ORS                                     | Terrestre Baixa                                      | Tecnològic                                        | En òrbita                     | Operacional                   |
| 20 novembre 01:15:00 | ORS Tech 2 | ORS                                     | Terrestre Baixa                                      | Tecnològic                                        | En òrbita                     | Operacional                   |
| 20 novembre 01:15:00 | Prometheus 1A | SOCOM                                   | Terrestre Baixa                                      | Tecnològic                                        | En òrbita                     | Operacional                   |
| 20 novembre 01:15:00 | Prometheus 1B | SOCOM                                   | Terrestre Baixa                                      | Tecnològic                                        | En òrbita                     | Operacional                   |
| 20 novembre 01:15:00 | Prometheus 2A | SOCOM                                   | Terrestre Baixa                                      | Tecnològic                                        | En òrbita                     | Operacional                   |
| 20 novembre 01:15:00 | Prometheus 2B | SOCOM                                   | Terrestre Baixa                                      | Tecnològic                                        | En òrbita                     | Operacional                   |
| 20 novembre 01:15:00 | Prometheus 3A | SOCOM                                   | Terrestre Baixa                                      | Tecnològic                                        | En òrbita                     | Operacional                   |
| 20 novembre 01:15:00 | Prometheus 3B | SOCOM                                   | Terrestre Baixa                                      | Tecnològic                                        | En òrbita                     | Operacional                   |
| 20 novembre 01:15:00 | Prometheus 4A | SOCOM                                   | Terrestre Baixa                                      | Tecnològic                                        | En òrbita                     | Operacional                   |
| 20 novembre 01:15:00 | Prometheus 4B | SOCOM                                   | Terrestre Baixa                                      | Tecnològic                                        | En òrbita                     | Operacional                   |
| 20 novembre 01:15:00 | SENSE-1 | USAF SMC                                | Terrestre Baixa                                      | Tecnològic                                        | En òrbita                     | Operacional                   |
| 20 novembre 01:15:00 | SENSE-2 | USAF SMC                                | Terrestre Baixa                                      | Tecnològic                                        | En òrbita                     | Operacional                   |
| 20 novembre 01:15:00 | Firefly | NASA/NRO                                | Terrestre Baixa                                      | Atmosfèric                                        | En òrbita                     | Operacional                   |
| 20 novembre 01:15:00 | Horus (STARE-B) | LLNL                                    | Terrestre Baixa                                      | Tecnològic                                        | En òrbita                     | Operacional                   |
| 20 novembre 01:15:00 | Black Knight | West Point                              | Terrestre Baixa                                      | Tecnològic                                        | En òrbita                     | Operacional                   |
| 20 novembre 01:15:00 | NPS-SCAT | NPS                                     | Terrestre Baixa                                      | Tecnològic                                        | En òrbita                     | Operacional                   |
| 20 novembre 01:15:00 | DragonSat-1 | Drexel                                  | Terrestre Baixa                                      | Tecnològic                                        | En òrbita                     | Operacional                   |
| 20 novembre 01:15:00 | COPPER | St. Louis                               | Terrestre Baixa                                      | Tecnològic                                        | En òrbita                     | Operacional                   |
| 20 novembre 01:15:00 | ChargerSat-1 | UAH                                     | Terrestre Baixa                                      | Tecnològic                                        | En òrbita                     | Operacional                   |
| 20 novembre 01:15:00 | TJ3Sat | TJHSST                                  | Terrestre Baixa                                      | Tecnològic                                        | En òrbita                     | Operacional                   |
| 20 novembre 01:15:00 | Trailblazer 1 | UNM                                     | Terrestre Baixa                                      | Tecnològic                                        | En òrbita                     | Operacional                   |
| 20 novembre 01:15:00 | Vermont Lunar CubeSat | Vermont                                 | Terrestre Baixa                                      | Tecnològic                                        | En òrbita                     | Operacional                   |
| 20 novembre 01:15:00 | SwampSat | UFL                                     | Terrestre Baixa                                      | Tecnològic                                        | En òrbita                     | Operacional                   |
| 20 novembre 01:15:00 | CAPE-2 | Louisiana                               | Terrestre Baixa                                      | Tecnològic                                        | En òrbita                     | Operacional                   |
| 20 novembre 01:15:00 | Ho'oponopono 2 | Hawaii                                  | Terrestre Baixa                                      | Tecnològic                                        | En òrbita                     | Operacional                   |
| 20 novembre 01:15:00 | KySat-2 | Kentucky/Morehead                       | Terrestre Baixa                                      | Tecnològic                                        | En òrbita                     | Operacional                   |
| 20 novembre 01:15:00 | PhoneSat-2.4 | NASA Ames                               | Terrestre Baixa                                      | Tecnològic                                        | En òrbita                     | Operacional                   |
| 20 novembre 01:15:00 | ORS-3 va romandre enganxat al tram superior |                                         |                                                      |                                                   |                               |                               |
| 20 novembre 03:31:04 | Llarga Marxa 4C | Llarga Marxa 4C                         | Taiyuan LC-9                                         | Taiyuan LC-9                                      | SAST                          | SAST                          |
| 20 novembre 03:31:04 | Yaogan 19 | CNSA                                    | Terrestre Baixa                                      | Reconeixement                                     | En òrbita                     | Operacional                   |
| 20 novembre 11:40    | Black Brant IX | Black Brant IX                          | White Sands                                          | White Sands                                       | NASA                          | NASA                          |
| 20 novembre 11:40    | FORTIS | NASA                                    | Suborbital                                           | Astronomia UV                                     | 20 novembre                   | Reeixit                       |
| 20 novembre 11:40    | Va estudiar l'espectre del cometa ISON, Apogeu: 277 km |                                         |                                                      |                                                   |                               |                               |
| 21 novembre 07:10:11 | Dnepr | Dnepr                                   | Dombarovsky Site 370/13                              | Dombarovsky Site 370/13                           | ISC Kosmotras                 | ISC Kosmotras                 |
| 21 novembre 07:10:11 | DubaiSat-2 | EIAST                                   | Terrestre Baixa                                      | Tecnològic                                        | En òrbita                     | Operacional                   |
| 21 novembre 07:10:11 | STSAT-3 | KARI                                    | Terrestre Baixa                                      | Tecnològic                                        | En òrbita                     | Operacional                   |
| 21 novembre 07:10:11 | SkySat-1 | Skybox Imaging                          | Terrestre Baixa                                      | Imatgeria terrestre                               | En òrbita                     | Operacional                   |
| 21 novembre 07:10:11 | WNISAT-1 | Weather News Inc.                       | Terrestre Baixa                                      | Climatologia                                      | En òrbita                     | Operacional                   |
| 21 novembre 07:10:11 | Lem (BRITE-PL) | PAS                                     | Terrestre Baixa                                      | Astronomia                                        | En òrbita                     | Operacional                   |
| 21 novembre 07:10:11 | AprizeSat-7 | AprizeSat                               | Terrestre Baixa                                      | Comunicacions                                     | En òrbita                     | Operacional                   |
| 21 novembre 07:10:11 | AprizeSat-8 | AprizeSat                               | Terrestre Baixa                                      | Comunicacions                                     | En òrbita                     | Operacional                   |
| 21 novembre 07:10:11 | UniSat-5 | La Sapienza                             | Terrestre Baixa                                      | Tecnològic                                        | En òrbita                     | Operacional                   |
| 21 novembre 07:10:11 | Delfi-n3Xt | TU-Delft                                | Terrestre Baixa                                      | Tecnològic                                        | En òrbita                     | Operacional                   |
| 21 novembre 07:10:11 | Dove 3 | Planet Labs                             | Terrestre Baixa                                      | Tecnològic                                        | En òrbita                     | Operacional                   |
| 21 novembre 07:10:11 | Dove 4 | Planet Labs                             | Terrestre Baixa                                      | Tecnològic                                        | En òrbita                     | Operacional                   |
| 21 novembre 07:10:11 | Triton 1 | ISIS-BV                                 | Terrestre Baixa                                      | Tecnològic                                        | En òrbita                     | Operacional                   |
| 21 novembre 07:10:11 | KHUSat-1 (CINEMA-2) | KHU                                     | Terrestre Baixa                                      | Clima espacial                                    | En òrbita                     | Operacional                   |
| 21 novembre 07:10:11 | KHUSat-2 (CINEMA-3) | KHU                                     | Terrestre Baixa                                      | Clima espacial                                    | En òrbita                     | Operacional                   |
| 21 novembre 07:10:11 | CubeBug-2 | INVAP                                   | Terrestre Baixa                                      | Tecnològic                                        | En òrbita                     | Operacional                   |
| 21 novembre 07:10:11 | GOMX-1 | GOMSpace                                | Terrestre Baixa                                      | Tecnològic                                        | En òrbita                     | Operacional                   |
| 21 novembre 07:10:11 | NEE-02 Krysaor | EXA                                     | Terrestre Baixa                                      | Tecnològic                                        | En òrbita                     | Operacional                   |
| 21 novembre 07:10:11 | FUNCube-1 | AMSAT-UK/NL                             | Terrestre Baixa                                      | Tecnològic                                        | En òrbita                     | Operacional                   |
| 21 novembre 07:10:11 | HiNCube | Narvik                                  | Terrestre Baixa                                      | Tecnològic                                        | En òrbita                     | Operacional                   |
| 21 novembre 07:10:11 | ZACube | CPUT                                    | Terrestre Baixa                                      | Tecnològic                                        | En òrbita                     | Operacional                   |
| 21 novembre 07:10:11 | ICube-1 | PIST                                    | Terrestre Baixa                                      | Tecnològic                                        | En òrbita                     | Operacional                   |
| 21 novembre 07:10:11 | HumSat-D | Vigo                                    | Terrestre Baixa                                      | Tecnològic                                        | En òrbita                     | Operacional                   |
| 21 novembre 07:10:11 | PUCPSat-1 | PUCP                                    | Terrestre Baixa                                      | Tecnològic                                        | En òrbita                     | Operacional                   |
| 21 novembre 07:10:11 | Pocket-PUCP | PUCP                                    | Terrestre Baixa                                      | Tecnològic                                        | En òrbita                     | Operacional                   |
| 21 novembre 07:10:11 | UWE-3 | Würzburg                                | Terrestre Baixa                                      | Tecnològic                                        | En òrbita                     | Operacional                   |
| 21 novembre 07:10:11 | BeakerSat-1 | Morehead                                | Terrestre Baixa                                      | Tecnològic                                        | En òrbita                     | Operacional                   |
| 21 novembre 07:10:11 | QubeScout-1 | UMBC                                    | Terrestre Baixa                                      | Tecnològic                                        | En òrbita                     | Operacional                   |
| 21 novembre 07:10:11 | WREN | STADOKO UG                              | Terrestre Baixa                                      | Tecnològic                                        | En òrbita                     | Operacional                   |
| 21 novembre 07:10:11 | $50SAT | Morehead                                | Terrestre Baixa                                      | Tecnològic                                        | En òrbita                     | Operacional                   |
| 21 novembre 07:10:11 | First-MOVE | TU-Munic                                | Terrestre Baixa                                      | Tecnològic                                        | En òrbita                     | Operacional                   |
| 21 novembre 07:10:11 | Velox-P2 | NTU                                     | Terrestre Baixa                                      | Tecnològic                                        | En òrbita                     | Operacional                   |
| 21 novembre 07:10:11 | OPTOS | INTA                                    | Terrestre Baixa                                      | Tecnològic                                        | En òrbita                     | Operacional                   |
| 21 novembre 07:10:11 | BPA-3 | Hartron-Arkos                           | Terrestre Baixa                                      | Tecnològic                                        | En òrbita                     | Operacional                   |
| 22 novembre 12:02:29 | Rókot/Briz-KM | Rókot/Briz-KM                           | Plesetsk Site 133/3                                  | Plesetsk Site 133/3                               | Eurockot                      | Eurockot                      |
| 22 novembre 12:02:29 | Swarm A | ESA                                     | Terrestre Baixa                                      | Magnetosfèric                                     | En òrbita                     | Operacional                   |
| 22 novembre 12:02:29 | Swarm B | ESA                                     | Terrestre Baixa                                      | Magnetosfèric                                     | En òrbita                     | Operacional                   |
| 22 novembre 12:02:29 | Swarm C | ESA                                     | Terrestre Baixa                                      | Magnetosfèric                                     | En òrbita                     | Operacional                   |
| 25 novembre 02:12:04 | Llarga Marxa 2D | Llarga Marxa 2D                         | Jiuquan LA-4/SLS-2                                   | Jiuquan LA-4/SLS-2                                | CNSA                          | CNSA                          |
| 25 novembre 02:12:04 | Shiyan Weixing 5 | CNSA                                    | Terrestre Baixa                                      | Tecnològic                                        | En òrbita                     | Operacional                   |
| 25 novembre 20:53:06 | Soiuz-U | Soiuz-U                                 | Baikonur Site 31/6                                   | Baikonur Site 31/6                                | Roskosmos                     | Roskosmos                     |
| 25 novembre 20:53:06 | Progress M-21M | Roskosmos                               | Terrestre Baixa (ISS)                                | Logística                                         | En òrbita                     | Operacional                   |
| 27 novembre 03:50    | Black Brant IX | Black Brant IX                          | White Sands                                          | White Sands                                       | NASA                          | NASA                          |
| 27 novembre 03:50    | VeSpR | NASA                                    | Suborbital                                           | Astronomia UV                                     | 27 novembre                   | Reeixit                       |
| 27 novembre 03:50    | Venus Spectral Rocket Experiment, Apogeu: 280 km |                                         |                                                      |                                                   |                               |                               |
| Desembre             | |                                         |                                                      |                                                   |                               |                               |
| 1 Desembre 17:30:00  | Llarga Marxa 3B | Llarga Marxa 3B                         | Xichang LA-2                                         | Xichang LA-2                                      | CNSA                          | CNSA                          |
| 1 Desembre 17:30:00  | Chang'e 3 | CNSA                                    | Selenocèntric                                        | Mòdul lunar                                       | 14 Desembre 13:12             | Operacional                   |
| 1 Desembre 17:30:00  | Yutu | CNSA                                    | Selenocentric                                        | Astromòbil lunar                                  | 14 Desembre 13:12             | Operacional                   |
| 1 Desembre 17:30:00  | Primer astromòbil lunar de la Xina, i la primera nau en realitzar un aterratge suau a la superfície de la Lluna des de la missió soviètica Luna 24 en 1976.                                                                   |                                         |                                                      |                                                   |                               |                               |
| 3 Desembre           | Prithvi II | Prithvi II                              | Integrated Test Range Launch Complex 3               | Integrated Test Range Launch Complex 3            | DRDO                          | DRDO                          |
| 3 Desembre           | | DRDO                                    | Suborbital                                           | Prova de míssil                                   | 3 Desembre                    | Reeixit                       |
| 3 Desembre           | Apogeu: ~100 km |                                         |                                                      |                                                   |                               |                               |
| 3 Desembre 22:41:00  | Falcon 9 v1.1 | Falcon 9 v1.1                           | Cape Canaveral SLC-40                                | Cape Canaveral SLC-40                             | SpaceX                        | SpaceX                        |
| 3 Desembre 22:41:00  | SES-8 | SES World Skies                         | Geosíncrona                                          | Comunicacions                                     | En òrbita                     | Operacional                   |
| 3 Desembre 22:41:00  | Primer llançament del Falcon 9 v1.1 des de CCAFS; primer llançament de SpaceX en GEO |                                         |                                                      |                                                   |                               |                               |
| 6 Desembre 07:14:30  | Atlas V 501 | Atlas V 501                             | Vandenberg SLC-3E                                    | Vandenberg SLC-3E                                 | United Launch Alliance        | United Launch Alliance        |
| 6 Desembre 07:14:30  | USA-247 (Topaz) | NRO                                     | Terrestre Baixa                                      | Reconeixement                                     | En òrbita                     | Operacional                   |
| 6 Desembre 07:14:30  | ALICE | AFIT                                    | Terrestre Baixa                                      | Tecnològic                                        | En òrbita                     | Operacional                   |
| 6 Desembre 07:14:30  | SMDC-ONE 2.3 | Exèrcit estatunidenc                    | Terrestre Baixa                                      | Tecnològic                                        | En òrbita                     | Operacional                   |
| 6 Desembre 07:14:30  | SMDC-ONE 2.4 | Exèrcit estatunidenc                    | Terrestre Baixa                                      | Tecnològic                                        | En òrbita                     | Operacional                   |
| 6 Desembre 07:14:30  | SNaP | Exèrcit estatunidenc                    | Terrestre Baixa                                      | Tecnològic                                        | En òrbita                     | Operacional                   |
| 6 Desembre 07:14:30  | TacSat-6 | ORS                                     | Terrestre Baixa                                      | Tecnològic                                        | En òrbita                     | Operacional                   |
| 6 Desembre 07:14:30  | FIREBIRD A | Montana State                           | Terrestre Baixa                                      | Tecnològic                                        | En òrbita                     | Operacional                   |
| 6 Desembre 07:14:30  | FIREBIRD B | Montana State                           | Terrestre Baixa                                      | Tecnològic                                        | En òrbita                     | Operacional                   |
| 6 Desembre 07:14:30  | AeroCube-5A | The Aerospace Corporation               | Terrestre Baixa                                      | Tecnològic                                        | En òrbita                     | Operacional                   |
| 6 Desembre 07:14:30  | AeroCube-5B | The Aerospace Corporation               | Terrestre Baixa                                      | Tecnològic                                        | En òrbita                     | Operacional                   |
| 6 Desembre 07:14:30  | CUNYSAT 1 | CUNY                                    | Terrestre Baixa                                      | Tecnològic                                        | En òrbita                     | Operacional                   |
| 6 Desembre 07:14:30  | IPEX | NASA JPL                                | Terrestre Baixa                                      | Tecnològic                                        | En òrbita                     | Operacional                   |
| 6 Desembre 07:14:30  | M-Cubed 2 | Michigan                                | Terrestre Baixa                                      | Tecnològic                                        | En òrbita                     | Operacional                   |
| 6 Desembre 07:14:30  | Llançament de la NRO núm. 39 |                                         |                                                      |                                                   |                               |                               |
| 8 Desembre 12:12:00  | Proton-M/Briz-M | Proton-M/Briz-M                         | Baikonur Site 200/39                                 | Baikonur Site 200/39                              | International Launch Services | International Launch Services |
| 8 Desembre 12:12:00  | Inmarsat 5-F1 | Inmarsat                                | Geosíncrona                                          | Comunicacions                                     | En òrbita                     | Operacional                   |
| 9 Desembre 03:26     | Llarga Marxa 4B | Llarga Marxa 4B                         | Taiyuan LC-9                                         | Taiyuan LC-9                                      | CNSA                          | CNSA                          |
| 9 Desembre 03:26     | CBERS-3 | CASC/INPE                               | Destinat: Terrestre Baixa (Heliosíncrona)            | Teledetecció                                      | 9 Desembre                    | Error de llançament           |
| 9 Desembre 03:26     | Es va apagar la tercera etapa 11 segons abans d'hora |                                         |                                                      |                                                   |                               |                               |
| 14 Desembre          | Shahab-1 | Shahab-1                                | Semnan                                               | Semnan                                            | ISA                           | ISA                           |
| 14 Desembre          | Kavoshgar Pazhuhesh | ISA                                     | Suborbital                                           | Biològic                                          | 14 Desembre                   | Reeixit                       |
| 14 Desembre          | Apogeu: 120 quilòmetres, va transportar un macaco Rhesus |                                         |                                                      |                                                   |                               |                               |
| 17 Desembre 12:36    | LGM-30G Minuteman III | LGM-30G Minuteman III                   | Vandenberg LF-04                                     | Vandenberg LF-04                                  | Força Aèria dels Estats Units | Força Aèria dels Estats Units |
| 17 Desembre 12:36    | | Força Aèria dels Estats Units           | Suborbital                                           | Prova de vol                                      | 17 Desembre                   | Reeixit                       |
| 17 Desembre 12:36    | GT210GM, Apogeu: ~1300 km ? |                                         |                                                      |                                                   |                               |                               |
| 19 Desembre 09:12:19 | Soiuz-STB/Fregat-MT | Soiuz-STB/Fregat-MT                     | Kourou ELS                                           | Kourou ELS                                        | Arianespace                   | Arianespace                   |
| 19 Desembre 09:12:19 | Gaia | ESA                                     | Terra/Sol L2                                         | Astronomia                                        | En òrbita                     | Operacional                   |
| 20 Desembre 16:42:04 | Llarga Marxa 3B/E | Llarga Marxa 3B/E                       | Xichang LA-2                                         | Xichang LA-2                                      | CALT                          | CALT                          |
| 20 Desembre 16:42:04 | Túpac Katari 1 | ABE                                     | Geosíncrona                                          | Comunicacions                                     | En òrbita                     | Operacional                   |
| 23 Desembre 11:28    | Agni-III | Agni-III                                | ITR IC-4                                             | ITR IC-4                                          | Exèrcit indi                  | Exèrcit indi                  |
| 23 Desembre 11:28    | | Exèrcit indi                            | Suborbital                                           | Prova de míssil                                   | 23 Desembre                   | Reeixit                       |
| 23 Desembre 11:28    | Apogeu: 350 km |                                         |                                                      |                                                   |                               |                               |
| 24 Desembre 07:00    | RS-24 Iars | RS-24 Iars                              | Plesetsk                                             | Plesetsk                                          | RVSN                          | RVSN                          |
| 24 Desembre 07:00    | | RVSN                                    | Suborbital                                           | Prova de míssil                                   | 24 Desembre                   | Reeixit                       |
| 25 Desembre 00:31:55 | Rókot/Briz-KM | Rókot/Briz-KM                           | Plesetsk Site 133/3                                  | Plesetsk Site 133/3                               | VKO                           | VKO                           |
| 25 Desembre 00:31:55 | Kosmos 2488 (Strela-3M) | VKO                                     | Terrestre Baixa                                      | Comunicacions                                     | En òrbita                     | Operacional                   |
| 25 Desembre 00:31:55 | Kosmos 2489 (Strela-3M) | VKO                                     | Terrestre Baixa                                      | Comunicacions                                     | En òrbita                     | Operacional                   |
| 25 Desembre 00:31:55 | Kosmos 2490 (Strela-3M) | VKO                                     | Terrestre Baixa                                      | Comunicacions                                     | En òrbita                     | Operacional                   |
| 26 Desembre 10:49:56 | Proton-M/Briz-M | Proton-M/Briz-M                         | Baikonur Site 81/24                                  | Baikonur Site 81/24                               | Khrunichev                    | Khrunichev                    |
| 26 Desembre 10:49:56 | Ekspress AM-5 | RSCC                                    | Geosíncrona                                          | Comunicacions                                     | En òrbita                     | Operacional                   |
| 27 Desembre 17:30    | RS-12M Topol | RS-12M Topol                            | Kapustin Iar                                         | Kapustin Iar                                      | RVSN                          | RVSN                          |
| 27 Desembre 17:30    | | RVSN                                    | Suborbital                                           | Prova de míssil                                   | 27 Desembre                   | Reeixit                       |
| 28 Desembre 12:30:00 | Soiuz-2.1v/Volga | Soiuz-2.1v/Volga                        | Plesetsk Site 43/4                                   | Plesetsk Site 43/4                                | RVSN RF                       | RVSN RF                       |
| 28 Desembre 12:30:00 | Aist 1 | SSAU                                    | Terrestre Baixa                                      | Tecnològic                                        | En òrbita                     | Operacional                   |
| 28 Desembre 12:30:00 | SKRL-756-1 | RVSN RF                                 | Terrestre Baixa                                      | Calibratge de radar                               | En òrbita                     | Operacional                   |
| 28 Desembre 12:30:00 | SKRL-756-2 | RVSN RF                                 | Terrestre Baixa                                      | Calibratge de radar                               | En òrbita                     | Operacional                   |
| 28 Desembre 12:30:00 | Vol inaugural de Soiuz-2.1v |                                         |                                                      |                                                   |                               |                               |

## Encontres espacials
| Data (UTC)  | Nau espacial | Esdeveniment                      | Comentaris                                                                           |
| ----------- | ------------ | --------------------------------- | ------------------------------------------------------------------------------------ |
| 16 Febrer   | Cassini      | 90è sobrevol de Tità              | Acostament màxim: 1978 km.                                                           |
| 9 Març      | Cassini      | 5è sobrevol de Rea                | Acostament màxim: 997 km. Últim sobrevol de la Cassini sobre Rea.                    |
| 5 Abril     | Cassini      | 91è sobrevol de Tità              | Acostament màxim: 1400 km.                                                           |
| 12 Abril    | Cassini      | Sobrevol de Pòl·lux               | Acostament màxim: 115000 km.                                                         |
| 23 Maig     | Cassini      | 92è sobrevol de Tità              | Acostament màxim: 970 km.                                                            |
| 10 Juliol   | Cassini      | 93è sobrevol de Tità              | Acostament màxim: 964 km.                                                            |
| 26 Juliol   | Cassini      | 94è sobrevol de Tità              | Acostament màxim: 1400 km.                                                           |
| 12 Setembre | Cassini      | 95è sobrevol de Tità              | Acostament màxim: 1400 km.                                                           |
| 6 Octubre   | LADEE        | Injecció en òrbita selenocèntrica | L'òrbita preliminar va ser de 269 km x 15772 km, inclinada a 157 graus de l'equador. |
| 9 Octubre   | Juno         | Sobrevol de la Terra              | Assistència gravitatòria, acostament màxim: 552 km.                                  |
| 13 Octubre  | Cassini      | 96è sobrevol de Tità              | Acostament màxim: 961 km.                                                            |
| 30 Novembre | Cassini      | 97è sobrevol de Tità              | Acostament màxim: 870 km.                                                            |
| 6 Desembre  | Chang'e 3    | Injecció en òrbita selenocèntrica | L'òrbita preliminar va ser de 100 km, reduïda a 15 km el 10 Desembre.                |
| 14 Desembre | Chang'e 3    | Allunatge a Mare Imbrium          | Primer mòdul de descens suau i astromòbil xinès.                                     |
| 28 Desembre | Mars Express | Sobrevol de Fobos                 | Acostament màxim: 45 km.                                                             |

## Activitats extravehiculars
| date/Hora inici   | Duració           | Temps fi | Nau espacial              | Tripulació                             | Comentaris |
| ----------------- | ----------------- | -------- | ------------------------- | -------------------------------------- | --- |
| 19 Abril 14:03    | 6 hores 38 minuts | 20:41    | Expedició 35/36 ISS Pirs  | Pavel Vinogradov Roman Romanenko       | Es va instal·lar l'experiment d'ones de plasma i ionosfèric Obstanovka a l'exterior del mòdul de servei Zvezda. També es va substituir un dispositiu retroreflector avariat utilitzat com a ajuda navegacional per l'Automatic Transfer Vehicle i es va recuperat un experiment d'exposició de microbis Biorisk. Es va intentar recuperar l'experiment de mostres de materials Vinoslivost que va fallar quan va caure accidentalment mentre es portava de tornada a la resclosa d'aire del mòdul Pirs.                             |
| 11 Maig 12:44     | 5 hores 30 minuts | 18:14    | Expedició 35/36 ISS Quest | Christopher Cassidy Thomas Marshburn   | Substituït el 2B Pump Flow Control Subassembly (PFCS) en l'estructura Port 6 intentant trobar la font d'una fuita de refrigerant d'amoníac en l'estructura del Port 6 del Photo Voltaic thermal Control System (PVTCS). |
| 24 Juny 13:32     | 6 hores 34 minuts | 20:06    | Expedició 36/37 ISS Pirs  | Fyodor Yurchikhin Aleksandr Missurkin  | Substituït un regulador de flux de fluids en el mòdul Zaria, prova del sistema d'acoblament Kurs en l'estació vista l'arribada d'un nou mòdul rus, instal·lació d'un experiment "Indicator", instal·lació d'escàners de bretxes en l'exterior de l'estació i fotografiar la multilayer insulation (MLI) que protegeix el segment rus de micrometeoroides i recollir mostres de la superfície exterior del cas de pressió sota el MLI per identificar senyals de deteriorament per materials microscòpics en el casc.                |
| 9 Juliol 12:02    | 6 hores 7 minuts  | 18:09    | Expedició 36/37 ISS Quest | Christopher Cassidy Luca Parmitano     | Es va substituir un Space-to-Ground Transmitter Receiver Controller avariat i un Mobile Base Camera Light Pan-Tilt Assembly, es van recuperar els experiments MISSE-8 i ORMatE-III, es va fotografiar l'AMS-02, es va traslladar dos Radiator Grapple Bars a banda i banda de l'estructura, es va redireccionar els cables d'alimentació per donar suport al nou mòdul rus MLM i es va instal·lar una coberta tèrmica multicapa per protegir la interfície d'acoblament del PMA-2.                                                  |
| 16 Juliol 11:57   | 1 hores 32 minuts | 13:29    | Expedició 36/37 ISS Quest | Christopher Cassidy Luca Parmitano     | Es va instal·lar un saltador de pont Y en les línies d'alimentació en l'estructura Z1, es van redireccionar 1553 cables de dades per a un grapple fixture i els cables Ethernet per a un nou mòdul rus. El passeig espacial va ser reduït poc després que Parmitano informés d'una fuita d'excés d'aigua en el seu vestit espacial. |
| 16 Agost 14:36    | 7 hores 29 minuts | 22:05    | Expedició 36/37 ISS Pirs  | Fyodor Yurchikhin Aleksandr Missurkin  | Es va redireccionar cables d'alimentació i ethernet per a la posterior instal·lació al futur mòdul Nauka. També es va instal·lar connectors entre els mòduls i un experiment científic de materials. |
| 22 Agost 11:34    | 5 hores 58 minuts | 17:32    | Expedició 36/37 ISS Pirs  | Fyodor Yurchikhin Aleksandr Missurkin  | Es va retirar una estació de comunicació per làser i es va instal·lar una estació de treball per a EVAs i una plataforma d'apuntament per a càmera a l'exterior del mòdul de servei Zvezda, inspecció i enduriment de diverses cobertes d'antena en el Zvezda, i es va instal·lar nous suports per a passeigs espacials. |
| 9 Novembre 14:34  | 5 hores 50 minuts | 20:24    | Expedició 37/38 ISS Pirs  | Oleg Kotov Sergey Ryazansky            | Es va portar la torxa olímpica dels Jocs Olímpics d'Hivern de 2014 a l'exterior de l'ISS. També van continuar els treballs en l'estació de treball d'activitats extravehiculars i una plataforma d'apuntament biaxial retirant els suports i perns de llançament, com també recuperar un equip experimental. La instal·lació planificada d'un suport de peu en el seient muntat de l'estació de treball es va ajornar un futur passeig espacial després que els astronautes van observar alguns problemes amb els seus alineaments. |
| 21 Desembre 12:01 | 5 hores 28 minuts | 17:29    | Expedició 38/39 ISS Quest | Richard Mastracchio Michael S. Hopkins | Es van retirar línies de fluid d'amoníac des del mòdul de bombes de l'Active thermal Control System; es va retirar un mòdul de bombes de l'estructura d'estribord i es va guardar en el Payload Orbital Replacement Unit Accommodation. |
| 24 Desembre 11:53 | 7 hores 30 minuts | 19:23    | Expedició 38/39 ISS Quest | Richard Mastracchio Michael S. Hopkins | Es va recuperar el mòdul de bombes d'amoníac de recanvi, es va instal·lar a l'estructura d'estribord, i es va connectar al Loop A de l'Active Theermal Control System. |
| 27 Desembre 13:00 | 8 hores 7 minuts  | 21:07    | Expedició 38/39 ISS Pirs  | Oleg Kotov Sergey Ryazansky            | Es va intentar la instal·lació de dos càmeres d'alta definició per a l'observació comercial terrestre a l'exterior del mòdul Zvezdà, es va cancel·lar després que una de les càmeres va fallar en proporcionar dades a Terra durant les proves. També es va instal·lar i expulsar un equip experimental a l'exterior del segment rus. L'EVA rus més llarg de la història. |

## Resum de llançaments orbitals

### Per país
| País                                    | Llançaments | Èxits | Fracassos | Fracassos parcials | Comentaris                                       |
| --------------------------------------- | ----------- | ----- | --------- | ------------------ | ------------------------------------------------ |
| Europa                                  | 5           | 5     | 0         | 0                  |                                                  |
| Índia                                   | 3           | 3     | 0         | 0                  |                                                  |
| Japó                                    | 3           | 3     | 0         | 0                  |                                                  |
| Corea del Sud                           | 1           | 1     | 0         | 0                  | Amb assistència russa                            |
| República Popular de la Xina            | 15          | 14    | 1         | 0                  |                                                  |
| Rússia/ Comunitat d'Estats Independents | 35          | 32    | 2         | 1                  | Inclou Sea Launch (1) i Soiuz des de Kourou (2). |
| Estats Units                            | 19          | 19    | 0         | 0                  |                                                  |

### Per coet

#### Per familia
| Familia          | País                         | Llançaments | Èxits | Fracassos | Fracassos parcials | Comentaris    |
| ---------------- | ---------------------------- | ----------- | ----- | --------- | ------------------ | ------------- |
| Angara           | Rússia                       | 1           | 1     | 0         | 0                  |               |
| Antares          | Estats Units                 | 2           | 2     | 0         | 0                  | Vol inaugural |
| Ariane           | Europa                       | 4           | 4     | 0         | 0                  |               |
| Atlas            | Estats Units                 | 8           | 8     | 0         | 0                  |               |
| Delta            | Estats Units                 | 3           | 3     | 0         | 0                  |               |
| Enérguia         | Ucraïna / Rússia             | 2           | 1     | 1         | 0                  |               |
| Epsilon          | Japó                         | 1           | 1     | 0         | 0                  | Vol inaugural |
| Falcon           | Estats Units                 | 3           | 3     | 0         | 0                  |               |
| H-II             | Japó                         | 2           | 2     | 0         | 0                  |               |
| Kuaizhou         | República Popular de la Xina | 1           | 1     | 0         | 0                  | Vol inaugural |
| Llarga Marxa     | República Popular de la Xina | 14          | 13    | 1         | 0                  |               |
| Minotaur         | Estats Units                 | 2           | 2     | 0         | 0                  |               |
| Pegasus          | Estats Units                 | 1           | 1     | 0         | 0                  |               |
| PSLV             | Índia                        | 3           | 3     | 0         | 0                  |               |
| R-7              | Rússia                       | 16          | 16    | 0         | 0                  |               |
| R-36             | Ucraïna                      | 2           | 2     | 0         | 0                  |               |
| Universal Rocket | Rússia                       | 15          | 13    | 1         | 1                  |               |
| Vega             | Europa                       | 1           | 1     | 0         | 0                  |               |

#### Per tipus
| Coet           | País                         | Familia          | Llançaments | Èxits | Fracassos | Fracassos parcials | Comentaris    |
| -------------- | ---------------------------- | ---------------- | ----------- | ----- | --------- | ------------------ | ------------- |
| Antares        | EUA                          | Antares          | 2           | 2     | 0         | 0                  | Vol inaugural |
| Ariane 5       | Europa                       | Ariane           | 4           | 4     | 0         | 0                  |               |
| Atlas V        | Estats Units                 | Atlas            | 8           | 8     | 0         | 0                  |               |
| Delta IV       | Estats Units                 | Delta            | 3           | 3     | 0         | 0                  |               |
| Dnepr          | Ucraïna                      | R-36             | 2           | 2     | 0         | 0                  |               |
| Epsilon        | Japó                         | Epsilon          | 1           | 1     | 0         | 0                  | Vol inaugural |
| Falcon 9       | Estats Units                 | Falcon 9         | 3           | 3     | 0         | 0                  |               |
| H-IIA          | Japó                         | H-II             | 1           | 1     | 0         | 0                  |               |
| H-IIB          | Japó                         | H-II             | 1           | 1     | 0         | 0                  |               |
| Kuaizhou       | República Popular de la Xina | Kuaizhou         | 1           | 1     | 0         | 0                  | Vol inaugural |
| Llarga Marxa 2 | República Popular de la Xina | Llarga Marxa     | 5           | 5     | 0         | 0                  |               |
| Llarga Marxa 3 | República Popular de la Xina | Llarga Marxa     | 3           | 3     | 0         | 0                  |               |
| Llarga Marxa 4 | República Popular de la Xina | Llarga Marxa     | 6           | 5     | 1         | 0                  |               |
| Minotaur I     | Estats Units                 | Minotaur         | 1           | 1     | 0         | 0                  |               |
| Minotaur IV    | Estats Units                 | Minotaur         | 1           | 1     | 0         | 0                  |               |
| Naro           | Rússia / Corea del Sud       | Angara           | 1           | 1     | 0         | 0                  | Vol final     |
| Pegasus-XL     | Estats Units                 | Pegasus          | 1           | 1     | 0         | 0                  |               |
| PSLV           | Índia                        | PSLV             | 3           | 3     | 0         | 0                  |               |
| Proton         | Rússia                       | Universal Rocket | 10          | 9     | 1         | 0                  |               |
| Soiuz          | Rússia                       | R-7              | 16          | 16    | 0         | 0                  |               |
| UR-100         | Rússia                       | Universal Rocket | 5           | 4     | 0         | 1                  |               |
| Vega           | Europa                       | Vega             | 1           | 1     | 0         | 0                  |               |
| Zenit          | Ucraïna                      | Enérguia         | 2           | 1     | 1         | 0                  |               |

#### Per configuració
| Coet                   | País                         | Tipus          | Llançaments | Èxits | Fracassos | Fracassos parcials | Comentaris    |
| ---------------------- | ---------------------------- | -------------- | ----------- | ----- | --------- | ------------------ | ------------- |
| Antares 110            | EUA                          | Antares        | 2           | 2     | 0         | 0                  | Vol inaugural |
| Ariane 5ECA            | Europa                       | Ariane 5       | 3           | 3     | 0         | 0                  |               |
| Ariane 5ES             | Europa                       | Ariane 5       | 1           | 1     | 0         | 0                  |               |
| Atlas V 401            | Estats Units                 | Atlas V        | 5           | 5     | 0         | 0                  |               |
| Atlas V 501            | Estats Units                 | Atlas V        | 1           | 1     | 0         | 0                  |               |
| Atlas V 531            | Estats Units                 | Atlas V        | 1           | 1     | 0         | 0                  |               |
| Atlas V 551            | Estats Units                 | Atlas V        | 1           | 1     | 0         | 0                  |               |
| Delta IV Medium+ (5,4) | Estats Units                 | Delta IV       | 2           | 2     | 0         | 0                  |               |
| Delta IV-H             | Estats Units                 | Delta IV       | 1           | 1     | 0         | 0                  |               |
| Dnepr-1                | Ucraïna                      | Dnepr          | 2           | 2     | 0         | 0                  |               |
| Epsilon                | Japó                         | Epsilon        | 1           | 1     | 0         | 0                  | Vol inaugural |
| Falcon 9 v1.0          | Estats Units                 | Falcon 9       | 1           | 1     | 0         | 0                  | Vol final     |
| Falcon 9 v1.1          | Estats Units                 | Falcon 9       | 2           | 2     | 0         | 0                  | Vol inaugural |
| H-IIA 202              | Japó                         | H-IIA          | 1           | 1     | 0         | 0                  |               |
| H-IIB                  | Japó                         | H-IIB          | 1           | 1     | 0         | 0                  |               |
| Kuaizhou               | República Popular de la Xina | Kuaizhou       | 1           | 1     | 0         | 0                  | Vol inaugural |
| Llarga Marxa 2C        | República Popular de la Xina | Llarga Marxa 2 | 2           | 2     | 0         | 0                  |               |
| Llarga Marxa 2D        | República Popular de la Xina | Llarga Marxa 2 | 2           | 2     | 0         | 0                  |               |
| Llarga Marxa 2F/G      | República Popular de la Xina | Llarga Marxa 2 | 1           | 1     | 0         | 0                  |               |
| Llarga Marxa 3B        | República Popular de la Xina | Llarga Marxa 3 | 3           | 3     | 0         | 0                  |               |
| Llarga Marxa 4B        | República Popular de la Xina | Llarga Marxa 4 | 2           | 1     | 1         | 0                  |               |
| Llarga Marxa 4C        | República Popular de la Xina | Llarga Marxa 4 | 4           | 4     | 0         | 0                  |               |
| Minotaur I             | Estats Units                 | Minotaur I     | 1           | 1     | 0         | 0                  |               |
| Minotaur V             | Estats Units                 | Minotaur IV    | 1           | 1     | 0         | 0                  | Vol inaugural |
| Naro-1                 | Rússia / Corea del Sud       | Naro           | 1           | 1     | 0         | 0                  | Vol final     |
| Pegasus-XL             | Estats Units                 | Pegasus        | 1           | 1     | 0         | 0                  |               |
| PSLV-CA                | Índia                        | PSLV           | 1           | 1     | 0         | 0                  |               |
| PSLV-XL                | Índia                        | PSLV           | 2           | 2     | 0         | 0                  |               |
| Proton-M/Briz-M        | Rússia                       | Proton         | 9           | 9     | 0         | 0                  |               |
| Proton-M/DM-03         | Rússia                       | Proton         | 1           | 0     | 1         | 0                  |               |
| Rókot/Briz-KM          | Rússia                       | UR-100         | 4           | 3     | 0         | 1                  |               |
| Soiuz-2.1a             | Rússia                       | Soiuz          | 1           | 1     | 0         | 0                  |               |
| Soiuz-2.1a/Fregat      | Rússia                       | Soiuz          | 1           | 1     | 0         | 0                  |               |
| Soiuz-2.1b             | Rússia                       | Soiuz          | 2           | 2     | 0         | 0                  |               |
| Soiuz-2.1b/Fregat      | Rússia                       | Soiuz          | 3           | 3     | 0         | 0                  |               |
| Soiuz-2.1v/Volga       | Rússia                       | Soiuz          | 1           | 1     | 0         | 0                  | Vol inaugural |
| Soiuz-FG               | Rússia                       | Soiuz          | 4           | 4     | 0         | 0                  |               |
| Soiuz-U                | Rússia                       | Soiuz          | 4           | 4     | 0         | 0                  |               |
| Strela                 | Rússia                       | UR-100         | 1           | 1     | 0         | 0                  |               |
| Vega                   | Europa                       | Vega           | 1           | 1     | 0         | 0                  |               |
| Zenit-3SL              | Ucraïna / Rússia             | Zenit          | 1           | 0     | 1         | 0                  |               |
| Zenit-3SLB             | Ucraïna / Rússia             | Zenit          | 1           | 1     | 0         | 0                  |               |

### Per zona de llançament
| Lloc           | País                         | Llançaments | Èxits | Fracassos | Fracassos parcials | Comentaris |
| -------------- | ---------------------------- | ----------- | ----- | --------- | ------------------ | ---------- |
| Baikonur       | Kazakhstan                   | 23          | 22    | 1         | 0                  |            |
| Cape Canaveral | Estats Units                 | 10          | 10    | 0         | 0                  |            |
| Dombarovsky    | Rússia                       | 2           | 2     | 0         | 0                  |            |
| Kourou         | França                       | 7           | 7     | 0         | 0                  |            |
| Jiuquan        | República Popular de la Xina | 7           | 7     | 0         | 0                  |            |
| MARS           | Estats Units                 | 4           | 4     | 0         | 0                  |            |
| Naro           | Corea del Sud                | 1           | 1     | 0         | 0                  |            |
| Ocean Odyssey  | Internacional                | 1           | 0     | 1         | 0                  |            |
| Plesetsk       | Rússia                       | 7           | 6     | 0         | 1                  |            |
| Satish Dhawan  | Índia                        | 3           | 3     | 0         | 0                  |            |
| Tanegashima    | Japó                         | 2           | 2     | 0         | 0                  |            |
| Taiyuan        | República Popular de la Xina | 5           | 4     | 1         | 0                  |            |
| Uchinoura      | Japó                         | 1           | 1     | 0         | 0                  |            |
| Vandenberg     | Estats Units                 | 4           | 4     | 0         | 0                  |            |
| Xichang        | República Popular de la Xina | 3           | 3     | 0         | 0                  |            |

### Per òrbita
| Règim orbital             | Llançaments | Èxits | Fracassos | Aconseguit accidentalment | Comentaris                                       |
| ------------------------- | ----------- | ----- | --------- | ------------------------- | ------------------------------------------------ |
| Terrestre baixa           | 47          | 45    | 1         | 1                         | 12 a l'ISS, 1 al Tiangong-1                      |
| Terrestre mitjana         | 5           | 4     | 1         | 0                         |                                                  |
| Geosíncrona/transferència | 24          | 23    | 1         | 0                         |                                                  |
| Terrestre alta            | 3           | 3     | 0         | 0                         |                                                  |
| òrbita heliocèntrica      | 1           | 1     | 0         | 0                         | Incloent-hi òrbites de transferència planetàries |